# Carlo V d'Asburgo
Carlo V d'Asburgo (Gand, 25 febbraio 1500 – Cuacos de Yuste, 21 settembre 1558) è stato Sacro Romano Imperatore Germanico e arciduca d'Austria dal 1519, re di Spagna (Castiglia e Aragona) dal 1516, e principe sovrano dei Paesi Bassi come duca di Borgogna dal 1506. Re di Napoli, di Sardegna e di Sicilia.
A capo della Casa d'Asburgo durante la prima metà del '500, fu imperatore di un "impero sul quale non tramontava mai il sole" che comprendeva in Europa i Paesi Bassi, la Spagna e i regni aragonesi di Sardegna, Napoli e Sicilia, i territori austriaci, il Sacro Romano Impero germanico esteso su Germania e Nord Italia, nonché le vaste colonie castigliane e una colonia tedesca nelle Americhe.

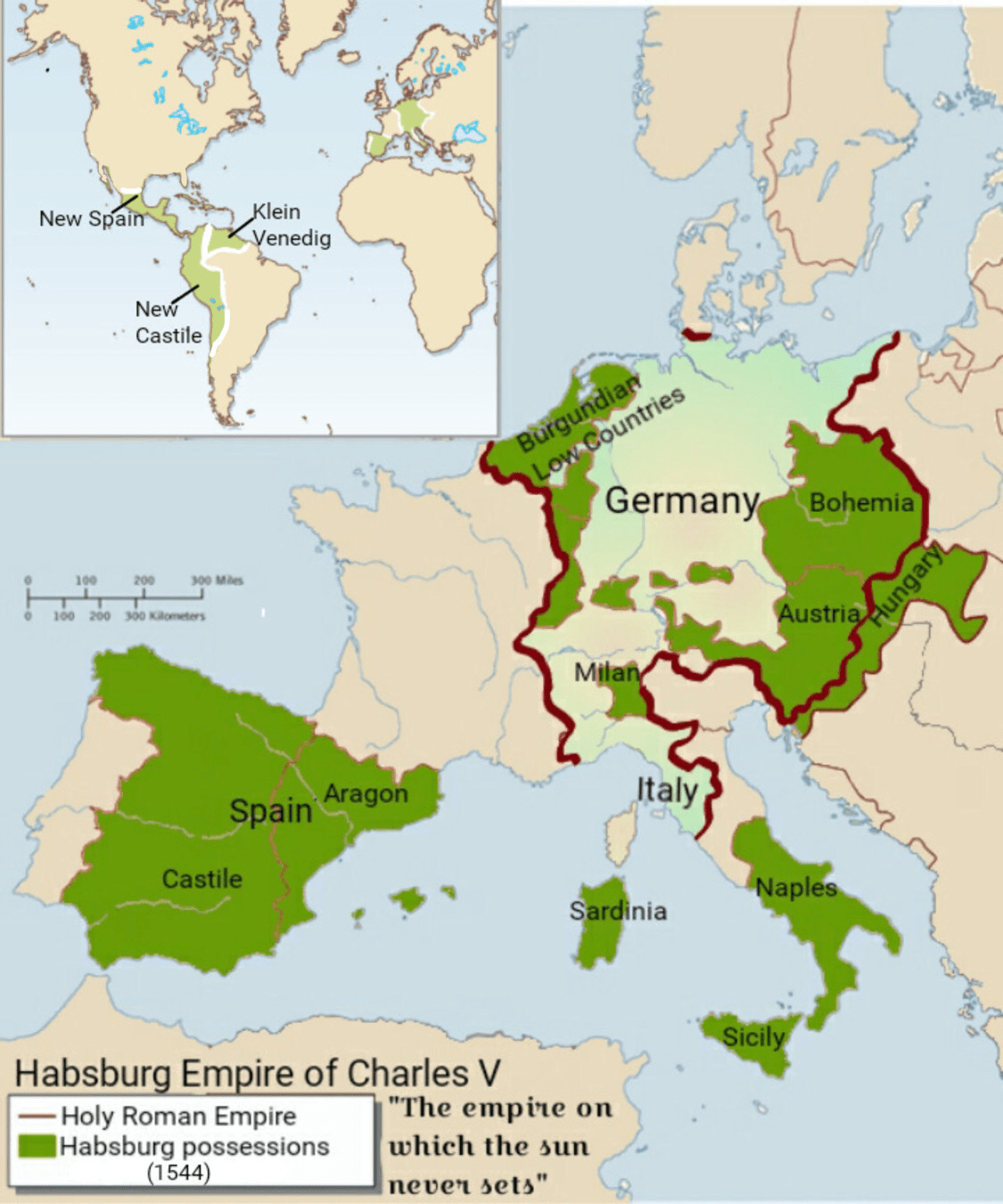
L'impero asburgico di Carlo V

Nato nel 1500 a Gand da Filippo I d’Asburgo detto "Il Bello" (figlio di Massimiliano I d'Austria e Maria di Borgogna) e Giovanna di Castiglia detta "La Pazza" (figlia di Isabella di Castiglia e Ferdinando d'Aragona), Carlo ereditò tutti i possedimenti familiari in giovane età, data l'infermità mentale della madre e la morte precoce del padre. All'età di sei anni, scomparso Filippo, divenne duca di Borgogna e pertanto principe dei Paesi Bassi. Dieci anni dopo divenne re di Spagna, entrando in possesso anche delle Indie occidentali castigliane, e dei regni aragonesi di Sardegna, Napoli e Sicilia. A diciannove anni divenne arciduca d'Austria come capo della Casa d'Asburgo e, di conseguenza, grazie all'eredità austriaca, fu designato imperatore del complesso germanico-italiano (Sacro Romano Impero) dai sette principi elettori. Per ottenere la carica Carlo chiese un prestito ad un consorzio di banchieri italiani e tedeschi, tra i quali spiccavano i Fugger ed i Welser.
Beneficiario dell'ambiziosa politica dinastica austriaca, Carlo V riprese il progetto degli imperatori medievali e si pose come obiettivo quello di unire in una monarchia universale cristiana gran parte dell'Europa. A tal fine mise in piedi un vasto esercito costituito da lanzichenecchi tedeschi, tercios spagnoli, cavalieri borgognoni e condottieri italiani. Per sostenere il costo enorme delle sue truppe Carlo V utilizzò l'argento derivante dalle conquiste condotte ai danni di Aztechi e Inca da parte di Hernán Cortés e Francisco Pizarro e cercò altre fonti di ricchezza affidando ai Welser la ricerca della leggendaria El Dorado. Ancora maggiori furono le entrate fiscali garantite dalla potenza economica dei Paesi Bassi.
In linea con il suo disegno universalistico, Carlo V viaggiò continuamente nel corso della sua vita senza risiedere stabilmente in un'unica capitale. Incontrò sul suo cammino tre grandi ostacoli, i quali minacciavano l'autorità imperiale in Germania e Italia: il Regno di Francia, ostile all'Austria e circondato dai possedimenti carolini di Borgogna, Spagna e Impero; la nascente Riforma protestante, appoggiata dai principi luterani; l'espansione dell'Impero ottomano ai confini orientali e mediterranei dei domini asburgici.
Nominato Defensor Ecclesiae da papa Leone X, Carlo promosse la Dieta di Worms (1521), che mise al bando Martin Lutero, il quale fu però tratto in salvo dai principi protestanti. Lo stesso anno scoppiò il conflitto militare con Francesco I di Francia, che terminò con la cattura di quest'ultimo nella battaglia di Pavia del 1525. L'accantonata questione luterana esplose di nuovo nel 1527, quando truppe di mercenari germanici di fede protestante e di stanza in Italia disertarono, discesero sullo Stato della Chiesa e saccheggiarono Roma. Sia perché aveva liberato la Lombardia dai Francesi, sia perché aveva fatto ritirare le truppe imperiali dallo Stato pontificio, Carlo V ottenne la Corona ferrea d'Italia da Papa Clemente VII al Congresso di Bologna del 1529-1530.
Tra il 1529 e il 1535 Carlo V affrontò la minaccia islamica, dapprima difendendo Vienna dall'assedio turco e poi sconfiggendo gli Ottomani in Nord Africa e conquistando Tunisi. Tuttavia, questi successi furono vanificati negli anni quaranta dalla fallimentare spedizione di Algeri e dalla perdita di Budapest. Nel frattempo, Carlo V era giunto a un accordo con papa Paolo III per dare inizio al Concilio di Trento (1545). Il rifiuto di prendere parte della luterana Lega di Smalcalda provocò una guerra (Guerra di Smalcalda), che si concluse nel 1547 con la cattura dei principi protestanti. Quando le cose sembravano mettersi per il meglio per Carlo V, Enrico II di Francia garantì appoggio ai principi ribelli, alimentando di nuovo i dissidi luterani, e venne a patti con Solimano il Magnifico, sultano dell'impero ottomano e nemico degli Asburgo dal 1520.
Di fronte alla prospettiva di un'alleanza tra tutti i suoi disparati nemici, Carlo V abdicò nel 1556. Suo figlio Filippo II di Spagna ottenne Spagna, Paesi Bassi, Napoli, Sicilia e Sardegna, oltre alle colonie americane. Suo fratello Ferdinando I d'Austria ricevette il titolo di imperatore. Il Ducato di Milano e i Paesi Bassi furono lasciati in un'unione personale al re di Spagna, ma continuarono a far parte del Sacro Romano Impero. Carlo V si ritirò nel 1557 in Spagna presso il monastero di Yuste, dove morì un anno dopo, avendo abbandonato il sogno dell'impero universale di fronte alla prospettiva del pluralismo religioso e all'emergere delle monarchie nazionali.

## Genealogia familiare
|                      |                      |                      |                      |                      |                      |  |  |                            |                            |                            |                            |                            |                            |                       |                       |                               |                               |                               |                               |                               |                               |  |  |                           |                           |                           |                           |                               |                               |                               |                               |                               |                               |                        |                        |                        |                        |  |  |                      |                      |                      |                      |                      |                      |  |  |  |  |  |  |  |  |  |  |  |  |  |  |  |  |  |  |  |  |
|                      |                      |                      |                      |                      |                      |  |  | Massimiliano I *1459 †1519 | Massimiliano I *1459 †1519 | Massimiliano I *1459 †1519 | Massimiliano I *1459 †1519 | Massimiliano I *1459 †1519 | Massimiliano I *1459 †1519 |                       |                       | Maria di Borgogna *1457 †1482 | Maria di Borgogna *1457 †1482 | Maria di Borgogna *1457 †1482 | Maria di Borgogna *1457 †1482 | Maria di Borgogna *1457 †1482 | Maria di Borgogna *1457 †1482 |  |  | Ferdinando II *1452 †1516 | Ferdinando II *1452 †1516 | Ferdinando II *1452 †1516 | Ferdinando II *1452 †1516 | Ferdinando II *1452 †1516     | Ferdinando II *1452 †1516     |                               |                               | Isabella I *1451 †1504        | Isabella I *1451 †1504        | Isabella I *1451 †1504 | Isabella I *1451 †1504 | Isabella I *1451 †1504 | Isabella I *1451 †1504 |  |  |                      |                      |                      |                      |                      |                      |  |  |  |  |  |  |  |  |  |  |  |  |  |  |  |  |  |  |  |  |
|                      |                      |                      |                      |                      |                      |  |  | Massimiliano I *1459 †1519 | Massimiliano I *1459 †1519 | Massimiliano I *1459 †1519 | Massimiliano I *1459 †1519 | Massimiliano I *1459 †1519 | Massimiliano I *1459 †1519 |                       |                       | Maria di Borgogna *1457 †1482 | Maria di Borgogna *1457 †1482 | Maria di Borgogna *1457 †1482 | Maria di Borgogna *1457 †1482 | Maria di Borgogna *1457 †1482 | Maria di Borgogna *1457 †1482 |  |  | Ferdinando II *1452 †1516 | Ferdinando II *1452 †1516 | Ferdinando II *1452 †1516 | Ferdinando II *1452 †1516 | Ferdinando II *1452 †1516     | Ferdinando II *1452 †1516     |                               |                               | Isabella I *1451 †1504        | Isabella I *1451 †1504        | Isabella I *1451 †1504 | Isabella I *1451 †1504 | Isabella I *1451 †1504 | Isabella I *1451 †1504 |  |  |                      |                      |                      |                      |                      |                      |  |  |  |  |  |  |  |  |  |  |  |  |  |  |  |  |  |  |  |  |
|                      |                      |                      |                      |                      |                      |  |  |                            |                            |                            |                            |                            |                            |                       |                       |                               |                               |                               |                               |                               |                               |  |  |                           |                           |                           |                           |                               |                               |                               |                               |                               |                               |                        |                        |                        |                        |  |  |                      |                      |                      |                      |                      |                      |  |  |  |  |  |  |  |  |  |  |  |  |  |  |  |  |  |  |  |  |
|                      |                      |                      |                      |                      |                      |  |  |                            |                            |                            |                            | Filippo I *1478 †1506      | Filippo I *1478 †1506      | Filippo I *1478 †1506 | Filippo I *1478 †1506 | Filippo I *1478 †1506         | Filippo I *1478 †1506         |                               |                               |                               |                               |  |  |                           |                           |                           |                           | Giovanna la Pazza *1479 †1555 | Giovanna la Pazza *1479 †1555 | Giovanna la Pazza *1479 †1555 | Giovanna la Pazza *1479 †1555 | Giovanna la Pazza *1479 †1555 | Giovanna la Pazza *1479 †1555 |                        |                        |                        |                        |  |  |                      |                      |                      |                      |                      |                      |  |  |  |  |  |  |  |  |  |  |  |  |  |  |  |  |  |  |  |  |
|                      |                      |                      |                      |                      |                      |  |  |                            |                            |                            |                            | Filippo I *1478 †1506      | Filippo I *1478 †1506      | Filippo I *1478 †1506 | Filippo I *1478 †1506 | Filippo I *1478 †1506         | Filippo I *1478 †1506         |                               |                               |                               |                               |  |  |                           |                           |                           |                           | Giovanna la Pazza *1479 †1555 | Giovanna la Pazza *1479 †1555 | Giovanna la Pazza *1479 †1555 | Giovanna la Pazza *1479 †1555 | Giovanna la Pazza *1479 †1555 | Giovanna la Pazza *1479 †1555 |                        |                        |                        |                        |  |  |                      |                      |                      |                      |                      |                      |  |  |  |  |  |  |  |  |  |  |  |  |  |  |  |  |  |  |  |  |
|                      |                      |                      |                      |                      |                      |  |  |                            |                            |                            |                            |                            |                            |                       |                       |                               |                               |                               |                               |                               |                               |  |  |                           |                           |                           |                           |                               |                               |                               |                               |                               |                               |                        |                        |                        |                        |  |  |                      |                      |                      |                      |                      |                      |  |  |  |  |  |  |  |  |  |  |  |  |  |  |  |  |  |  |  |  |
|                      |                      |                      |                      |                      |                      |  |  |                            |                            |                            |                            |                            |                            |                       |                       |                               |                               |                               |                               |                               |                               |  |  |                           |                           |                           |                           |                               |                               |                               |                               |                               |                               |                        |                        |                        |                        |  |  |                      |                      |                      |                      |                      |                      |  |  |  |  |  |  |  |  |  |  |  |  |  |  |  |  |  |  |  |  |
| Eleonora *1498 †1558 | Eleonora *1498 †1558 | Eleonora *1498 †1558 | Eleonora *1498 †1558 | Eleonora *1498 †1558 | Eleonora *1498 †1558 |  |  | CARLO V *1500 †1558        | CARLO V *1500 †1558        | CARLO V *1500 †1558        | CARLO V *1500 †1558        | CARLO V *1500 †1558        | CARLO V *1500 †1558        |                       |                       | Isabella *1501 †1526          | Isabella *1501 †1526          | Isabella *1501 †1526          | Isabella *1501 †1526          | Isabella *1501 †1526          | Isabella *1501 †1526          |  |  | Ferdinando I *1503 †1564  | Ferdinando I *1503 †1564  | Ferdinando I *1503 †1564  | Ferdinando I *1503 †1564  | Ferdinando I *1503 †1564      | Ferdinando I *1503 †1564      |                               |                               | Maria *1505 †1558             | Maria *1505 †1558             | Maria *1505 †1558      | Maria *1505 †1558      | Maria *1505 †1558      | Maria *1505 †1558      |  |  | Caterina *1507 †1578 | Caterina *1507 †1578 | Caterina *1507 †1578 | Caterina *1507 †1578 | Caterina *1507 †1578 | Caterina *1507 †1578 |  |  |  |  |  |  |  |  |  |  |  |  |  |  |  |  |  |  |  |  |
| Eleonora *1498 †1558 | Eleonora *1498 †1558 | Eleonora *1498 †1558 | Eleonora *1498 †1558 | Eleonora *1498 †1558 | Eleonora *1498 †1558 |  |  | CARLO V *1500 †1558        | CARLO V *1500 †1558        | CARLO V *1500 †1558        | CARLO V *1500 †1558        | CARLO V *1500 †1558        | CARLO V *1500 †1558        |                       |                       | Isabella *1501 †1526          | Isabella *1501 †1526          | Isabella *1501 †1526          | Isabella *1501 †1526          | Isabella *1501 †1526          | Isabella *1501 †1526          |  |  | Ferdinando I *1503 †1564  | Ferdinando I *1503 †1564  | Ferdinando I *1503 †1564  | Ferdinando I *1503 †1564  | Ferdinando I *1503 †1564      | Ferdinando I *1503 †1564      |                               |                               | Maria *1505 †1558             | Maria *1505 †1558             | Maria *1505 †1558      | Maria *1505 †1558      | Maria *1505 †1558      | Maria *1505 †1558      |  |  | Caterina *1507 †1578 | Caterina *1507 †1578 | Caterina *1507 †1578 | Caterina *1507 †1578 | Caterina *1507 †1578 | Caterina *1507 †1578 |  |  |  |  |  |  |  |  |  |  |  |  |  |  |  |  |  |  |  |  |
|                      |                      |                      |                      |                      |                      |  |  | Asburgo-Spagna             | Asburgo-Spagna             | Asburgo-Spagna             | Asburgo-Spagna             | Asburgo-Spagna             | Asburgo-Spagna             |                       |                       |                               |                               |                               |                               |                               |                               |  |  | Asburgo-Austria           | Asburgo-Austria           | Asburgo-Austria           | Asburgo-Austria           | Asburgo-Austria               | Asburgo-Austria               |                               |                               |                               |                               |                        |                        |                        |                        |  |  |                      |                      |                      |                      |                      |                      |  |  |  |  |  |  |  |  |  |  |  |  |  |  |  |  |  |  |  |  |
|                      |                      |                      |                      |                      |                      |  |  | Asburgo-Spagna             | Asburgo-Spagna             | Asburgo-Spagna             | Asburgo-Spagna             | Asburgo-Spagna             | Asburgo-Spagna             |                       |                       |                               |                               |                               |                               |                               |                               |  |  | Asburgo-Austria           | Asburgo-Austria           | Asburgo-Austria           | Asburgo-Austria           | Asburgo-Austria               | Asburgo-Austria               |                               |                               |                               |                               |                        |                        |                        |                        |  |  |                      |                      |                      |                      |                      |                      |  |  |  |  |  |  |  |  |  |  |  |  |  |  |  |  |  |  |  |  |

Carlo era figlio di Filippo il Bello, figlio a sua volta dell'Imperatore Massimiliano I d'Austria e di Maria di Borgogna, erede dei vasti possedimenti dei Duchi di Borgogna. La madre Giovanna di Castiglia e d'Aragona era figlia dei re cattolici Ferdinando II d'Aragona e della sua consorte Isabella di Castiglia. In virtù di questi avi d'eccezione, Carlo poté ereditare un vastissimo impero, oltretutto in continua espansione, ed esteso su tre continenti (Europa, Africa e America). Nelle sue vene infatti scorreva sangue delle più disparate nazionalità: austriaca, tedesca, spagnola, francese, polacca, russa, italiana e inglese.
Tramite il padre discendeva infatti, oltre che naturalmente dagli Asburgo, i quali ormai da tre secoli regnavano sull'Austria e da quasi 100 anni ininterrottamente sul Sacro Romano Impero, anche dalla casata polacca dei Piast, del ramo dei duchi di Masovia, attraverso la trisavola Cimburga di Masovia. Quest'ultima discendeva anche, per via materna, dai Principi di Tver' del Casato di Rurik, tra i quali spicca San Michele di Tver, eroe della resistenza ai Mongoli e venerato dalla Chiesa ortodossa russa. Il marito di Cimburga, il duca di Stiria Ernesto il Ferreo, era invece figlio di Verde Visconti e ciò rendeva Carlo diretto discendente dei Visconti di Milano e quindi pretendente legittimo al Ducato di Milano. Tramite la nonna Maria, duchessa di Borgogna, egli discendeva invece dai re di Francia della Casa dei Valois, diretti discendenti di Ugo Capeto, fondatore della dinastia capetingia. Dalla linea borgognona Carlo vantava inoltre come antenati i duchi di Brabante, eredi dell'ultimo principe carolingio, Carlo I di Lorena, diretto discendente del fondatore del Sacro Romano Impero.
La madre Giovanna invece gli portò la discendenza dalla grande casata castigliana e aragonese dei Trastámara. Essi a loro volta avevano riunito nel loro blasone le eredità delle antiche casate iberiche di Aragona, primi re di Aragona, di León, Castiglia e Navarra, discendenti degli antichi re delle Asturie, di origine visigota. I re di Aragona erano inoltre discendenti degli Hohenstaufen tramite Costanza, figlia di re Manfredi; questo fatto permise a Carlo (che si trovava in questo modo a discendere dall'Imperatore Federico II di Svevia, detto lo "Stupor Mundi"), di ereditare i regni di Napoli e Sicilia. Infine, due sue trisavole del lato materno erano Caterina e Filippa di Lancaster, entrambe figlie di Giovanni Plantageneto, I duca di Lancaster, figlio cadetto di Edoardo III, re d'Inghilterra.

## Biografia
(Carlo V d'Asburgo)

### 1500-1520: dalla nascita all'incoronazione di Aquisgrana

#### Primi anni e formazione: Carlo di Gand

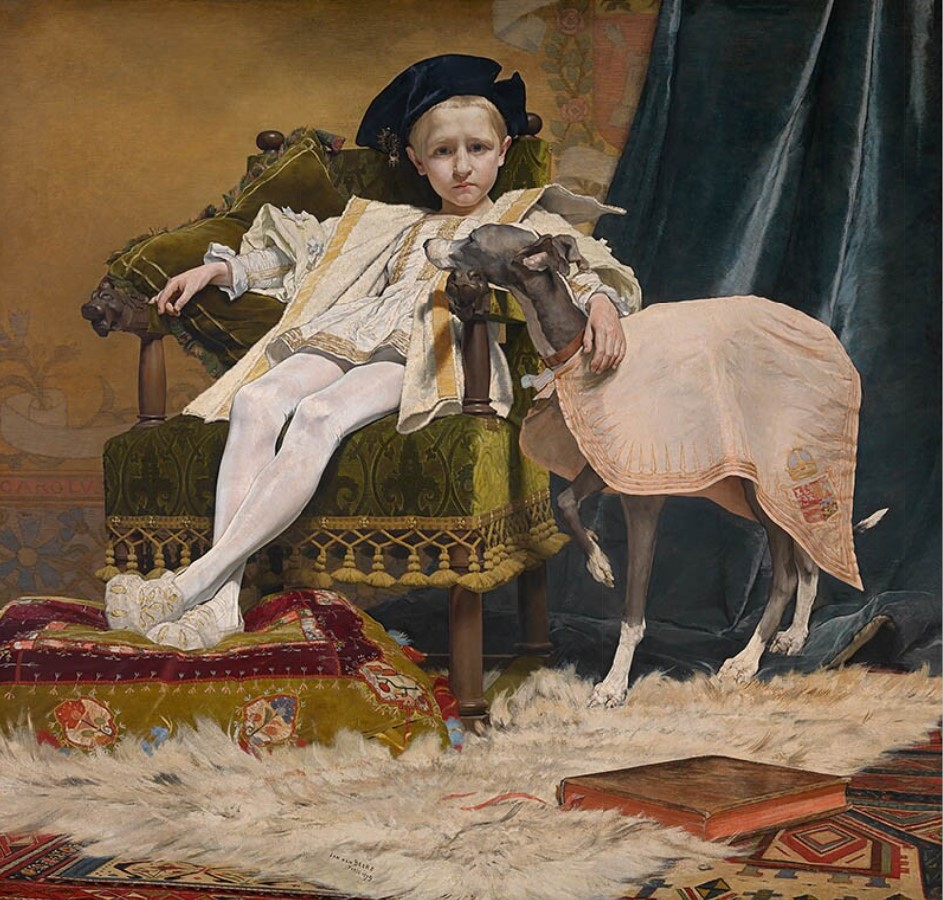
Ritratto di Carlo d'Asburgo in tenera età
Jan Van Beers, Museo reale di belle arti di Anversa

Il 21 ottobre 1496, Massimiliano I d'Asburgo, arciduca d'Austria, nonché imperatore del Sacro Romano Impero, mediante un'accorta "politica matrimoniale", fece in modo che il proprio figlio ed erede al trono, Filippo, detto "il bello", prendesse in moglie Giovanna di Castiglia, figlia minore dei Re Cattolici di Spagna Ferdinando d'Aragona e Isabella di Castiglia. I due si trasferirono nel 1499 da Bruxelles nell'antica capitale Gand, situata nella Contea delle Fiandre, dove il 24 febbraio 1500 nacque Carlo.
Oltre a Carlo, alla coppia nacquero altri cinque figli. Eleonora, la primogenita, che andò in sposa prima a Emanuele I di Aviz, re del Portogallo e poi a Francesco I di Valois-Angoulême, re di Francia. Dopo di lui, in successione, nacquero: Isabella che andò in sposa a Cristiano II di Oldenburg, re di Danimarca; Ferdinando che sposò Anna Jagellone d'Ungheria dando inizio a un rinnovato ramo austriaco degli Asburgo; Maria che andò sposa a Luigi II d'Ungheria e Boemia e infine Caterina che andò sposa a Giovanni III di Aviz, re del Portogallo.
Carlo sarebbe divenuto in breve tempo il sovrano più potente del mondo. L'unico figlio maschio dei nonni materni era già scomparso nel 1497, senza lasciare eredi. Immediatamente dopo morì anche la loro figlia primogenita e nello stesso anno 1500 scomparve anche l'unico figlio maschio di quest'ultima, Michele della Pace d'Aviz a cui sarebbe toccata l'eredità di Castiglia d'Aragona e del Portogallo. Per cui, nell'anno 1504, con la morte della Regina Isabella, sua figlia Giovanna, madre di Carlo, divenne l'erede di tutti i beni di Castiglia e Carlo stesso ne divenne, a sua volta, erede potenziale.
Alla morte del padre avvenuta il 25 settembre 1506, Massimiliano in poco tempo trovò nella zia di Carlo, l'arciduchessa Margherita d'Asburgo la nuova reggente, nominata governatrice dei Paesi Bassi nel 1507. La madre Giovanna venne colpita da presunta follia e si trovò nell'impossibilità di governare, quindi la reggenza di Castiglia fu assunta dal padre Ferdinando il Cattolico. A causa di questa infermità, Giovanna di Castiglia divenne comunemente nota come "Giovanna la Pazza". Carlo si trovò dunque all'età di sei anni a essere il potenziale erede oltre che di Castiglia, anche d'Austria e di Borgogna, da parte dei nonni paterni, in quanto il nonno Massimiliano d'Asburgo aveva sposato Maria di Borgogna, ultima erede dei duchi di Borgogna.
Carlo fu educato da Robert de Gand, Adrian Wiele, Juan de Anchieta, Luis Cabeza de Vaca e Charles de Poupet signore di Chaulx. Il suo tutore fu nel 1507 Adriaan Florensz di Utrecht, all'epoca decano di San Pietro e vice-cancelliere dell'università, il futuro papa Adriano VI. Dal 1509 suo tutore fu Guillaume de Croÿ, Signore di Chièvres. Tutta l'educazione del giovane principe si svolse nelle Fiandre e fu ammantata di cultura fiamminga e in lingua francese, nonostante i suoi natali austro-ispanici. Praticò la scherma, fu abile cavallerizzo ed esperto nel torneare, ma di salute precaria, soffrendo anche di epilessia in gioventù. Il 5 gennaio 1515, nella sala degli Stati del palazzo di Bruxelles, Carlo fu dichiarato maggiorenne e fu proclamato nuovo duca di Borgogna. Gli fu, quindi, affiancato un consiglio ristretto di cui facevano parte Guillaume de Croy, Adriano di Utrecht e il Gran Cancelliere Jean de Sauvage, mentre la corte all'epoca era numerosa e richiedeva cospicui finanziamenti.
Al tempo dell'incoronazione di Francesco I di Francia, il re invitò Carlo quale duca di Borgogna alla festa di celebrazione; egli inviò in sua vece Enrico di Nassau e Michel de Sempy, che trattarono anche affari di stato: si discuteva in particolare di un possibile matrimonio fra Carlo e Renata di Francia (la secondogenita di Luigi XII di Francia e di Anna di Bretagna). Ferdinando II d'Aragona avrebbe voluto come erede l'infante Ferdinando, fratello minore di Carlo, per questo in Spagna venne inviato con intenti diplomatici Adriano di Utrecht. Il 23 gennaio 1516 morì il nonno materno re Ferdinando d'Aragona.

#### Re di Spagna: Carlo I

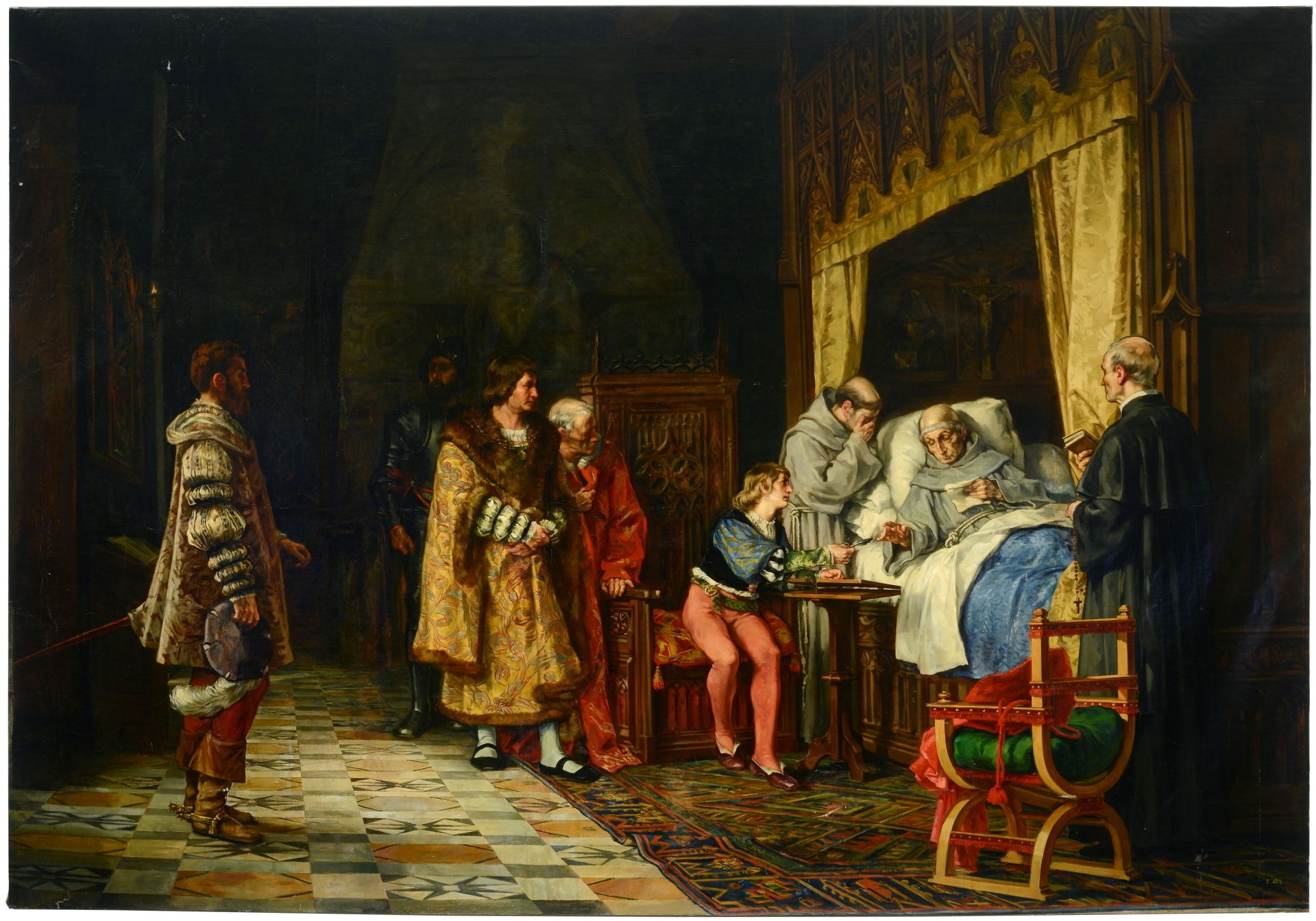
Il re di Spagna Carlo I d'Asburgo innanzi al capezzale del cardinale Francisco Jiménez de Cisneros, (Opera di Ricardo Villodas y de la Torre)

Carlo, a soli sedici anni, ereditò anche il trono d'Aragona, concentrando nelle sue mani tutta la Spagna, per cui poté fregiarsi del titolo di re di Spagna a tutti gli effetti, assumendo il nome di Carlo I.
Il 14 marzo 1516 ci fu la proclamazione ufficiale. Per quanto riguarda la vera erede al trono di Castiglia, la madre Giovanna, per via della sua riconosciuta infermità mentale, dovette cedere i suoi poteri effettivi al figlio Carlo, anche se dal punto di vista dinastico fu regina fino alla sua morte, avvenuta nell'anno 1555. Nel 1516 Erasmo da Rotterdam accettò l'incarico di consigliere di Carlo I di Spagna; egli, in una lettera inviata a Tommaso Moro, si dimostrava alquanto perplesso circa le effettive capacità intellettuali del principe che pur essendo divenuto re di Spagna era di lingua madre francese, e imparò lo spagnolo solo successivamente e in maniera superficiale. Una volta ereditato il trono di Spagna, Carlo aveva necessità di essere riconosciuto re dai propri sudditi, in quanto, pur avendo come ascendenti i sovrani castigliano-aragonesi, era pur sempre un Asburgo. La richiesta avanzata in tal senso il 21 marzo 1516 venne rifiutata.
All'epoca Francisco Jiménez de Cisneros, arcivescovo di Toledo, era reggente di Castiglia, l'arcivescovo di Saragozza reggente d'Aragona, mentre Adriano di Utrecht era reggente inviato da Carlo. Carlo esitava mentre Jimenez dovette affrontare i disordini siciliani (che culminarono con la fuga del viceré Hugo de Moncada) e i rinnegati Aruj Barbarossa e Khayr al-Dīn Barbarossa. Si giunse al Trattato di Noyon, in cui si stabiliva il matrimonio fra Carlo e madame Luisa, la figlia di Francesco I, ma tali accordi suscitarono l'indignazione spagnola. I negoziati con l'Inghilterra vennero lasciati alla diplomazia di Giacomo di Lussemburgo che riuscì a stringere un accordo favorevole. Intanto la sorella Eleonora aveva raggiunto i 18 anni e Carlo stava progettando un matrimonio diplomatico, ma la donna era innamorata e corrisposta dal conte palatino Federico. La corrispondenza fra i due venne scoperta e l'uomo esiliato dalla corte, mentre la ragazza fu destinata al re del Portogallo.
L'8 settembre Carlo partì da Flessinga con quaranta navi alla volta delle coste spagnole: il viaggio durò 10 giorni. Dopo un lungo tragitto sulla terraferma incontrarono il fratello Ferdinando e giunsero nella città di Valladolid. Giunse la notizia della morte di Jiménez avvenuta l'8 novembre. Carlo inviò il fratello dalla loro zia Margherita mentre cercò di ingraziarsi il popolo con un torneo che venne sospeso da lui stesso per l'efferatezza con cui si duellava. A quei tempi recava sullo scudo il motto Nondum (non ancora). Convocate le Cortes di Castiglia sul finire del 1517, venne riconosciuto finalmente re nel febbraio 1518 mentre le Cortes avanzarono ben 88 richieste fra cui quella che il sovrano parlasse lo spagnolo. Il 22 marzo lasciò la città diretto a Saragozza, dove affrontò con difficoltà le Cortes d'Aragona, tanto che rimase nella città per diversi mesi.
Intanto, il gran cancelliere Jean de Sauvage moriva il 7 giugno 1518; gli succedette Mercurino Arborio di Gattinara, mentre continuavano le trattative con le Cortes di Catalogna, convocate a Barcellona, dove Carlo rimase per buona parte del 1519, fino al riconoscimento della sua sovranità. Uno degli atti del re prima di abbandonare la Spagna fu quello di appoggiare l'armamento e la formazione di una lega contro i pirati musulmani che infestavano le coste spagnole ed europee e rendevano pericolosa la navigazione nel Mediterraneo.

#### Successione imperiale: Carlo V
Successivamente, dovette recarsi in Austria per raccogliere anche l'eredità asburgica. Il 12 gennaio 1519, infatti, con la morte del nonno paterno Massimiliano I, Carlo, che era già re di Spagna da tre anni, concorse per la successione imperiale. Gli altri pretendenti erano Enrico VIII d'Inghilterra e Francesco I. L'imperatore veniva eletto da sette elettori: gli arcivescovi di Magonza, Colonia e Treviri, e i signori laici di Boemia, del Palatinato, Sassonia e Brandeburgo.
Nell'occasione, per finanziare l'offerta e pagare gli elettori, Carlo venne appoggiato da un consorzio di banchieri italiani e tedeschi, tra i quali un ruolo predominante venne svolto dai Fugger di Augusta, nella persona di Jacob II, mentre il cardinale Thomas Wolsey si impegnò per Enrico VIII. L'elezione si risolse quando fu chiara la posizione di papa Leone X, che aveva nella persona di Federico il Saggio di Sassonia il successore; questi declinò l'offerta in favore di Carlo. Carlo venne eletto dai principi elettori con voto unanime, e a soli diciannove anni ascendeva anche al trono d'Austria, entrando in possesso, a pieno titolo, dell'eredità borgognona della nonna paterna. Nello stesso anno, precisamente il 28 giugno 1519, nella città di Francoforte, fu eletto Imperatore del S.R.I. Carlo fu incoronato re dei Romani dall'arcivescovo di Colonia il 23 ottobre 1520 nella cattedrale di Aquisgrana. Carlo di Gand, a capo del Sacro Romano Impero, avrebbe assunto il nome di Carlo V e come tale è passato alla storia.
Nel dettaglio i possedimenti di Carlo V erano così composti:
- eredità di Maria di Borgogna (1506): i Paesi Bassi (con gli importanti e ricchi feudi delle Fiandre, del Brabante, dell'Olanda, dell'Artois e del Lussemburgo) e la Franca Contea di Borgogna (Besançon);
- eredità di Isabella di Castiglia (1516): la Castiglia, la Navarra, Granada, le Asturie, i possedimenti in Africa settentrionale, nell'America Centrale (Messico) e in quella caraibica (Cuba, Haiti, Porto Rico);
- eredità di Ferdinando d'Aragona (1516): i Regni d'Aragona, Valencia e Maiorca e le contee sovrane di Barcellona, Rossiglione e Cerdagna nonché i Regni di Napoli, Sicilia e Sardegna;
- eredità di Massimiliano I d'Asburgo (1519): Arciducato d'Austria con Stiria, Carinzia, Tirolo, Alsazia e Brisgovia;
- nel 1519 Carlo V riuscì a farsi eleggere imperatore del Sacro Romano Impero dai principi elettori[N 18];
- il fratello Ferdinando inoltre acquisì per matrimonio con Anna Jagellone nel 1526 i regni di Boemia e di Ungheria, facendoli così entrare definitivamente nell'orbita austro-asburgica.

### 1520-1530: dall'incoronazione di Aquisgrana all'incoronazione di Bologna

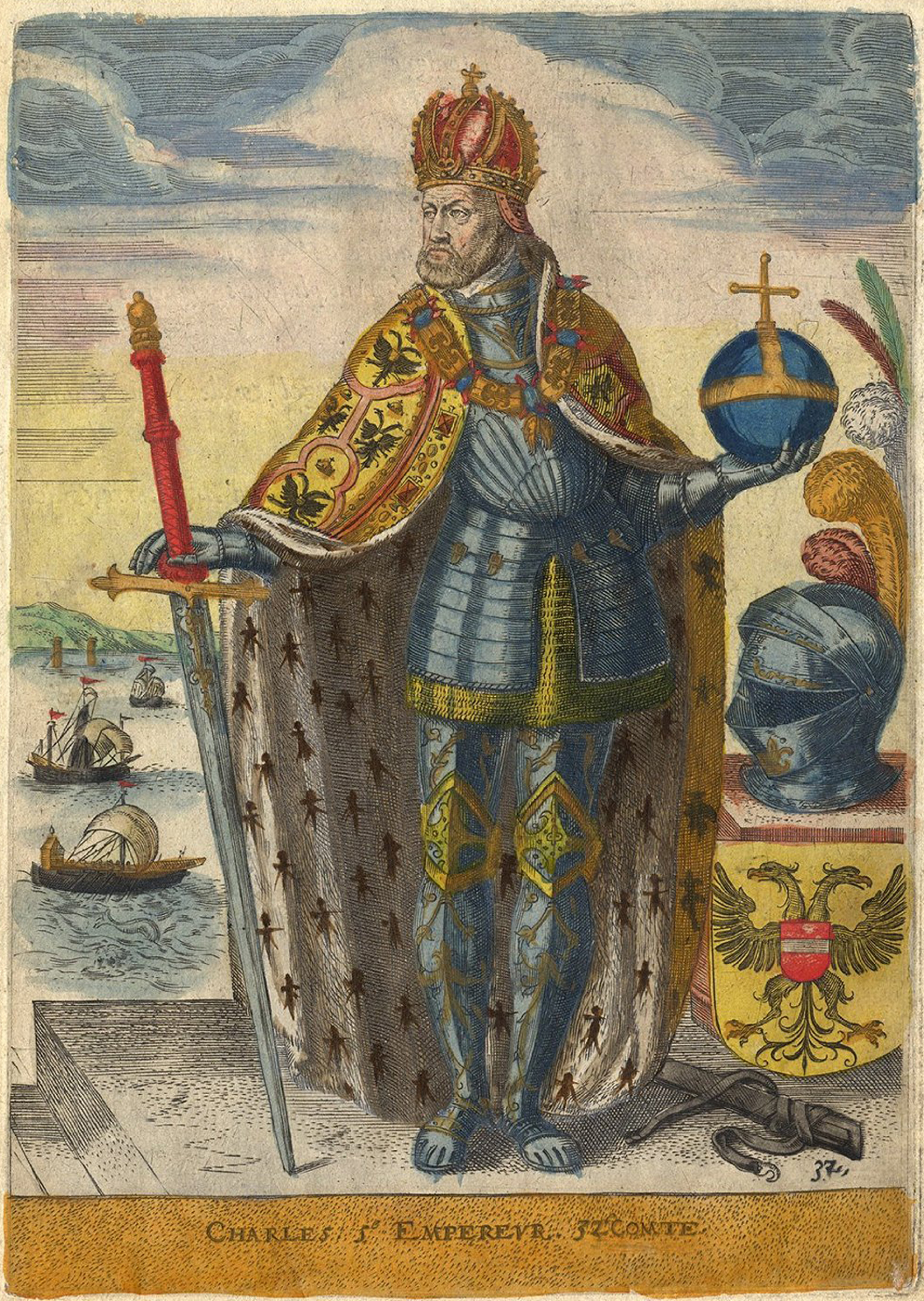
Stampa raffigurante l'imperatore Carlo V d'Asburgo, opera di Estienne Richer

La scomparsa prematura di tutta la discendenza maschile della dinastia castigliano-aragonese, unitamente alla scomparsa prematura del padre Filippo "il bello" e all'infermità (presunta) della madre Giovanna regina di Castiglia (reclusa a Tordesillas fino alla morte), fece sì che Carlo V, all'età di soli 19 anni, risultasse titolare di un "impero" talmente vasto come non si era mai visto prima d'allora, neppure ai tempi di Carlo Magno.
Il 20 ottobre 1517 il navigatore Ferdinando Magellano giunse a Siviglia, riuscendo a farsi ascoltare da Carlo V il 22 marzo 1518; l'imperatore sottoscrisse il contratto con il quale finanziò l'impresa dell'esploratore portoghese. Carlo rimosse ogni ostacolo che il navigatore incontrò. Magellano partì con 5 navi e durante tutto il viaggio fu molto grato all'imperatore, la sua devozione la si osserva anche nei suoi ultimi giorni di vita: nell'aprile del 1521, nell'isola di Sebu o Cebu toglierà il nome pagano al re, Humabon, per chiamarlo Carlo e alla sua consorte darà il nome Giovanna.. Magellano morì nel viaggio dove scoprì lo stretto che porterà il suo nome e al suo posto tornò Juan Sebastian de El Cano l'8 settembre 1522 sulla Victoria.
Gli inglesi volevano una sua visita, e il 27 maggio 1520 giunse a Canterbury, che portò all'alleanza del 29 maggio, e a una promessa di un nuovo incontro per i dettagli l'11 giugno. Quando questi avvenne si parlò del matrimonio fra Carlo e un'inglese. Si parlò anche dell'acquisto del Ducato di Württemberg, avvenuto grazie anche all'appoggio di Zevenbergen che ne divenne governatore.
Avvisato da Juan Manuel tempo prima nel 1520 si trovò di fronte il problema di Martin Lutero, scomunicato dal Papa. I due si incontrarono alla dieta di Worms nell'aprile 1521, dove il monaco era stato convocato qualche mese prima. Il 17 aprile Carlo V sedeva sul trono presenziando la dieta, con all'ordine del giorno il problema relativo al frate-teologo. Incominciò l'interrogatorio posto da Johannes Eck, il giorno dopo per via del suo linguaggio venne interrotto per due volte da Carlo V. Fu l'imperatore stesso a scrivere la dichiarazione resa il giorno dopo, dove condannava Lutero, ma pubblicata l'8 maggio. Anche se, con il salvacondotto fornito, gli concedeva il ritorno a Wittenberg. Durante il quale il frate veniva rapito e messo al sicuro in un suo castello dal suo protettore, Federico il saggio elettore di Sassonia. La dieta, iniziata in gennaio, terminò il 25 maggio 1521.

#### Il matrimonio e la questione borgognona

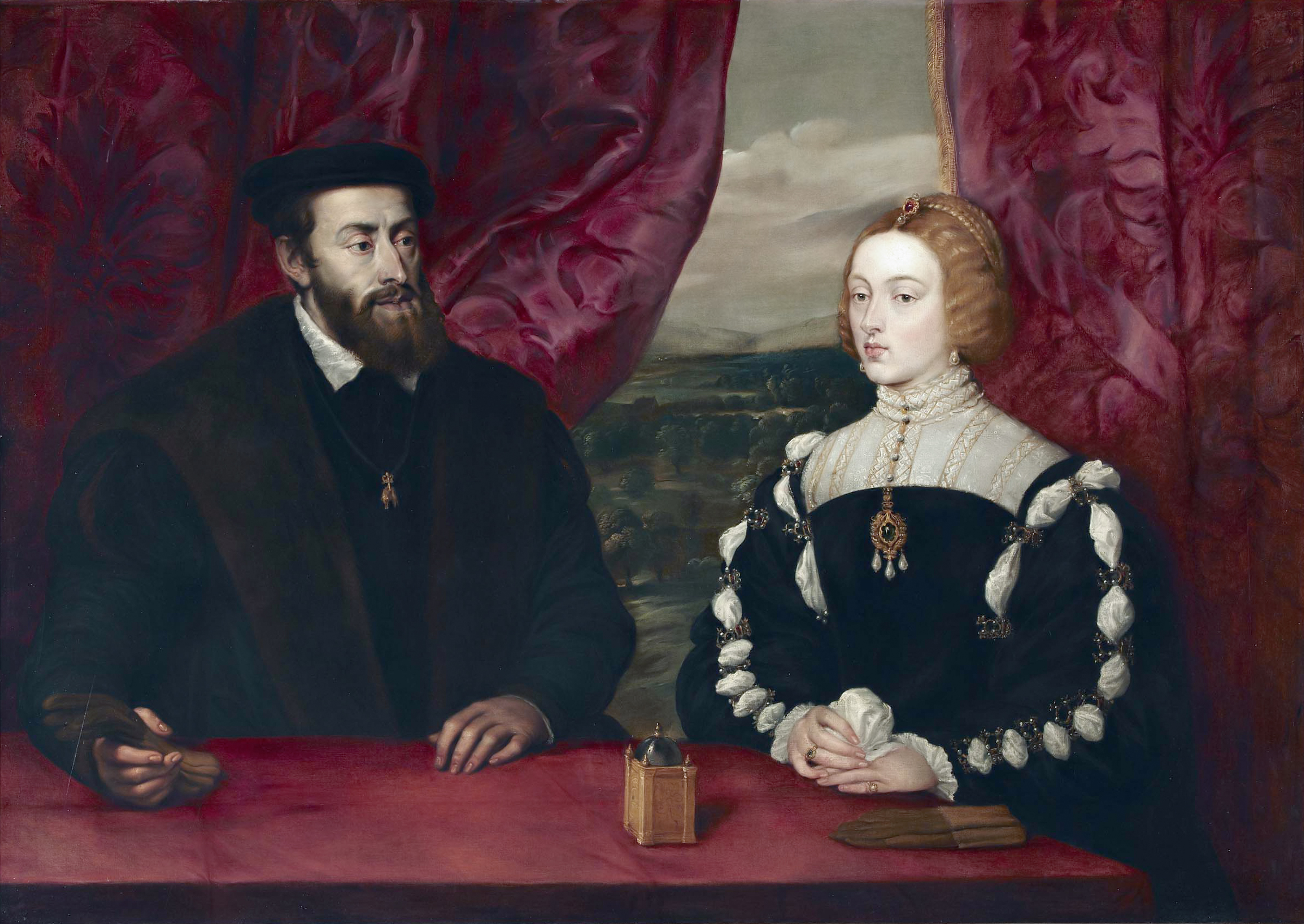
Ritratto dell'Imperatore Carlo V d'Asburgo assieme alla moglie Isabella del Portogallo, opera di Peter Paul Rubens e conservata presso il Palazzo di Liria

Contrariamente a quanto avveniva comunemente in quei tempi, Carlo contrasse un solo matrimonio, l'11 marzo 1526 con la cugina Isabella del Portogallo (1503 – 1539) dalla quale ebbe sei figli. Ebbe anche sette figli naturali. Carlo V aveva ereditato dalla nonna paterna anche il titolo di duca di Borgogna che era stato appannaggio, per pochi anni, anche di suo padre Filippo. Come duca di Borgogna era vassallo del re di Francia, in quanto la Borgogna era territorio appartenente, ormai da tempo, alla corona francese. Inoltre i duchi di Borgogna, suoi antenati, appartenevano a un ramo cadetto dei Valois, dinastia regnante in Francia proprio in quel momento.
La Borgogna era un vasto territorio ubicato nel nord-est della Francia, al quale, in passato e per interessi comuni, si erano uniti altri territori come la Lorena, il Lussemburgo, la Franca Contea e le province olandesi e fiamminghe, facendo di queste terre le più ricche e prospere d'Europa. Esse erano situate, infatti, al centro delle linee commerciali europee ed erano il punto di approdo dei traffici d'oltremare da e verso l'Europa. Tant'è che la città di Anversa era diventata il più grande centro commerciale e finanziario d'Europa. Suo nonno l'imperatore Massimiliano, alla morte della consorte Maria nel 1482, tentò di riappropriarsi del Ducato per condurlo sotto il governo diretto degli Asburgo, cercando di sottrarlo alla corona di Francia. A tal fine intraprese un conflitto con i francesi protrattosi per oltre un decennio, dal quale uscì sconfitto.
Fu quindi costretto, nell'anno 1493, a sottoscrivere con Carlo VIII di Valois re di Francia la Pace di Senlis, con la quale rinunciava definitivamente a ogni pretesa sul Ducato di Borgogna, mantenendo però la sovranità sui Paesi Bassi, l'Artois, e la Franca Contea. Questa forzata rinuncia non fu mai veramente accettata da Massimiliano e il desiderio di rivalsa verso la Francia, si trasferì parimenti al nipote Carlo V, il quale, nel corso della sua vita, non rinunciò mai all'idea di riappropriarsi della Borgogna.

#### Il governo di Carlo V e le opposizioni

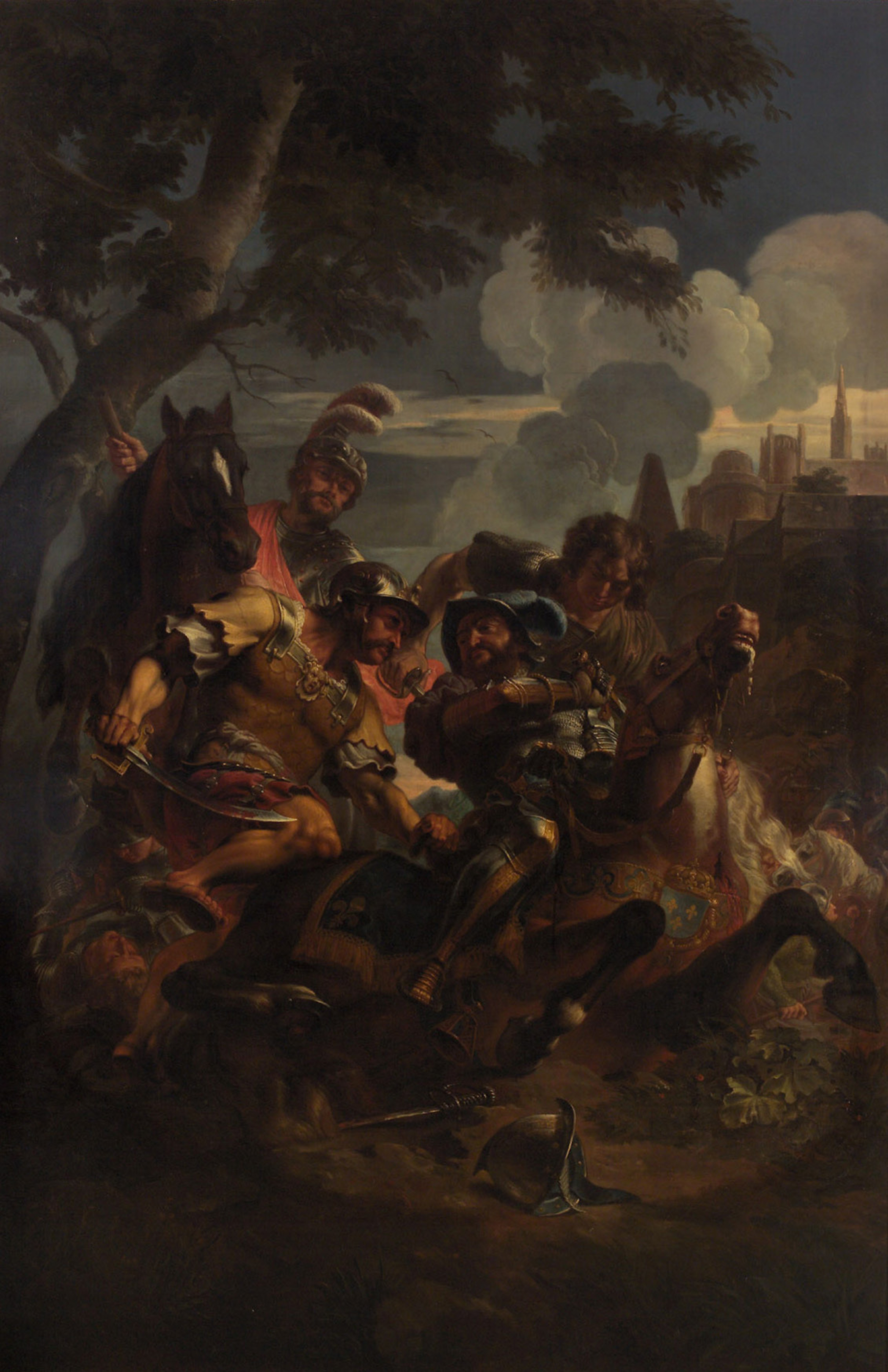
Cattura del Re Francesco I di Francia dopo la "disastrosa" Battaglia di Pavia, che vide la più completa disfatta delle truppe francesi, (Opera di Jan-Erasmus Quellinus e conservata presso il Kunsthistorisches Museum di Vienna)

Carlo, come re di Spagna, era affiancato da un Consiglio di Stato che esercitava una notevole influenza sulle decisioni regie. Il Consiglio di Stato era composto di otto membri: un italiano, un savoiardo, due spagnoli e quattro fiamminghi. Fin dalla sua costituzione, nel Consiglio si formarono due schieramenti: uno faceva capo al viceré di Napoli Carlo di Lannoy e l'altro al piemontese Mercurino Arborio di Gattinara che era anche il Gran Cancelliere del re. Mercurino Arborio di Gattinara, nella sua veste di Gran Cancelliere (carica che mantenne ininterrottamente dal 1519 al 1530) e uomo di fiducia di Carlo, ebbe molta influenza sulle decisioni di quest'ultimo, anche se all'interno del Consiglio di Stato continuavano a sussistere quelle due fazioni abbastanza discordanti, soprattutto circa la conduzione della politica estera. Infatti, lo schieramento capeggiato da Lannoy era filo-francese e anti-italiano; quello capeggiato dal Mercurino Arborio di Gattinara era anti-francese e filo-italiano.
Nel corso del suo governo Carlo V raccolse anche molti successi, ma certamente la presenza di altre realtà contemporanee e conflittuali con l'Impero, come il Regno di Francia e l'Impero ottomano, insieme con le ambizioni dei principi tedeschi, costituirono l'impedimento più forte alla politica dell'Imperatore che tendeva alla realizzazione di un governo universale sotto la guida degli Asburgo. Egli, infatti, intendeva legare agli Asburgo, permanentemente e in forma ereditaria, il titolo imperiale, ancorché sotto forma elettiva, in conformità delle disposizioni contenute nella Bolla d'oro emanata nel 1356 dall'Imperatore Carlo IV di Lussemburgo, Re di Boemia. Il re di Francia, Francesco I di Valois-Angoulême, infatti, attraverso la sua posizione fortemente autonomistica, unitamente alle sue mire di espansione verso le Fiandre e i Paesi Bassi, oltre che verso l'Italia, si oppose sempre ai tentativi dell'imperatore di ricondurre la Francia sotto il controllo dell'Impero.
Questa opposizione egli la esercitò mediante numerosi e sanguinosi conflitti. Da ricordare, al proposito, è la battaglia di Pavia (1525). Così come l'Impero ottomano di Solimano il Magnifico, che, con le sue mire espansionistiche verso l'Europa centrale, costituì sempre una spina nel fianco dell'Impero. Infatti, Carlo V fu costretto a sostenere diversi conflitti anche contro i turchi; spesso su due fronti contemporaneamente: a oriente contro gli ottomani e a occidente contro i francesi. Su entrambi i fronti Carlo uscì vittorioso, sebbene non tanto per merito suo quanto dei suoi luogotenenti. Vittorioso, sì, ma dissanguato economicamente, soprattutto perché agli enormi costi delle campagne militari si aggiungevano i faraonici costi per il mantenimento della sua corte nella quale egli aveva introdotto il lusso sfrenato delle usanze borgognone.
Per tutto il corso della sua vita, Carlo V dovette affrontare anche i problemi sollevati prima in Germania e, subito dopo, anche in altre parti del suo Impero e nell'Europa in generale, dalla neonata dottrina religiosa dovuta al monaco tedesco Martin Lutero, in opposizione alla Chiesa cattolica. Tali problemi si manifestarono non soltanto nelle dispute dottrinali, ma sfociarono anche in conflitti aperti. Carlo, che sul piano religioso si autoproclamava il più strenuo difensore della Chiesa cattolica, non fu in grado né di sconfiggere la nuova dottrina, né, tanto meno, di limitarne la diffusione. Tant'è che due Diete, quella di Augusta del 1530 e quella di Ratisbona del 1541, si conclusero con un nulla di fatto, rinviando ogni decisione sulle dispute dottrinali a un futuro concilio ecumenico.

#### Conflitti in Castiglia e in Aragona
All'indomani della sua incoronazione imperiale Carlo V dovette fronteggiare rivolte in Castiglia e in Aragona, di natura anti-aristocratica, anti-fiscalista e autonomista. In Castiglia vi fu tra il 1520 ed il 1522 la rivolta dei comuneros (o comunidades castigliane) che aveva come obiettivo il raggiungimento di un maggior peso politico nell'Impero da parte della Castiglia stessa (e che per questo aveva liberato dalla prigionia la regina Giovanna la Pazza). In Aragona vi fu tra il 1519 ed il 1523 la rivolta della Germanìes contro la nobiltà. La "Germanìa" era una confraternita che riuniva tutte le corporazioni cittadine. Carlo riuscì a sedare queste rivolte senza danno alcuno per il suo trono.

#### Ampliamenti della corona spagnola d'oltremare

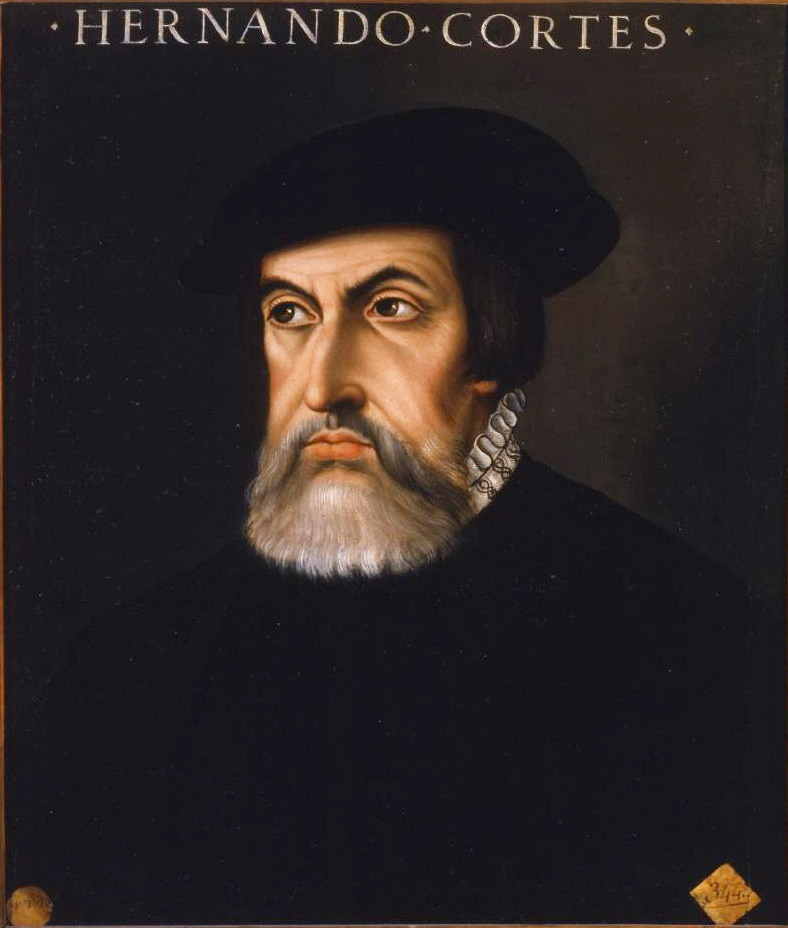
Ritratto del conquistador Hernán Cortés

Carlo poté accrescere i possedimenti oltreatlantici della corona di Spagna attraverso le conquiste operate da due tra i più abili conquistadores dell'epoca: Hernán Cortés e Francisco Pizarro. L'imperatore stimava l'audacia di Cortés che sconfisse gli Aztechi e conquistò la Florida, Cuba, il Messico, il Guatemala, l'Honduras e lo Yucatán. Il conquistatore sapeva che all'imperatore era piaciuto tempo prima il nome da dare a quelle terre: la «Nuova Spagna del Mare Oceano» e divenne governatore nel 1522. Carlo V lo fece prima diventare marchese della valle di Oaxaca e poi grazie al suo interessamento gli fece sposare una nipote del duca di Béjar. Pizarro sconfisse l'Impero inca e conquistò il Perù e il Cile, cioè tutta la costa del Pacifico dell'America Meridionale. Carlo nominò Cortés governatore dei territori assoggettati nell'America del Nord, i quali andarono così a costituire il Vicereame della Nuova Spagna, mentre Pizarro fu nominato governatore del Vicereame del Perù.

Sotto il giovane Carlo V si compì inoltre la prima circumnavigazione del pianeta, finanziando nel 1519 il viaggio di Ferdinando Magellano alla ricerca del passaggio verso ovest, navigando per la prima volta nel Pacifico approdando alle isole delle spezie e dando inizio alla colonizzazione spagnola delle Filippine.

#### La spartizione asburgica
Due anni dopo la sua incoronazione d'Aquisgrana, Carlo raggiunse un accordo segreto con il fratello Ferdinando, circa i diritti ereditari spettanti a ciascuno dei due. In base a tale accordo fu stabilito che Ferdinando e i suoi discendenti avrebbero avuto i territori austriaci e la corona imperiale, mentre ai discendenti di Carlo sarebbero andati la Borgogna, le Fiandre, la Spagna e i territori d'oltremare. Dal 1521 al 1529, Carlo V combatté ben due lunghe e sanguinose guerre contro la Francia per il possesso del Ducato di Milano, necessario per un passaggio dalla Spagna all'Austria senza passare per il territorio francese, e della Repubblica di Genova. Decisiva per la conclusione della prima fu la battaglia di Pavia nella quale, grazie al capitano di ventura forlivese Cesare Hercolani fu catturato il re Francesco I. In entrambi i conflitti, dunque, Carlo uscì vittorioso: il primo conclusosi con la Pace di Madrid e il secondo con la Pace di Cambrai.

#### Il sacco di Roma

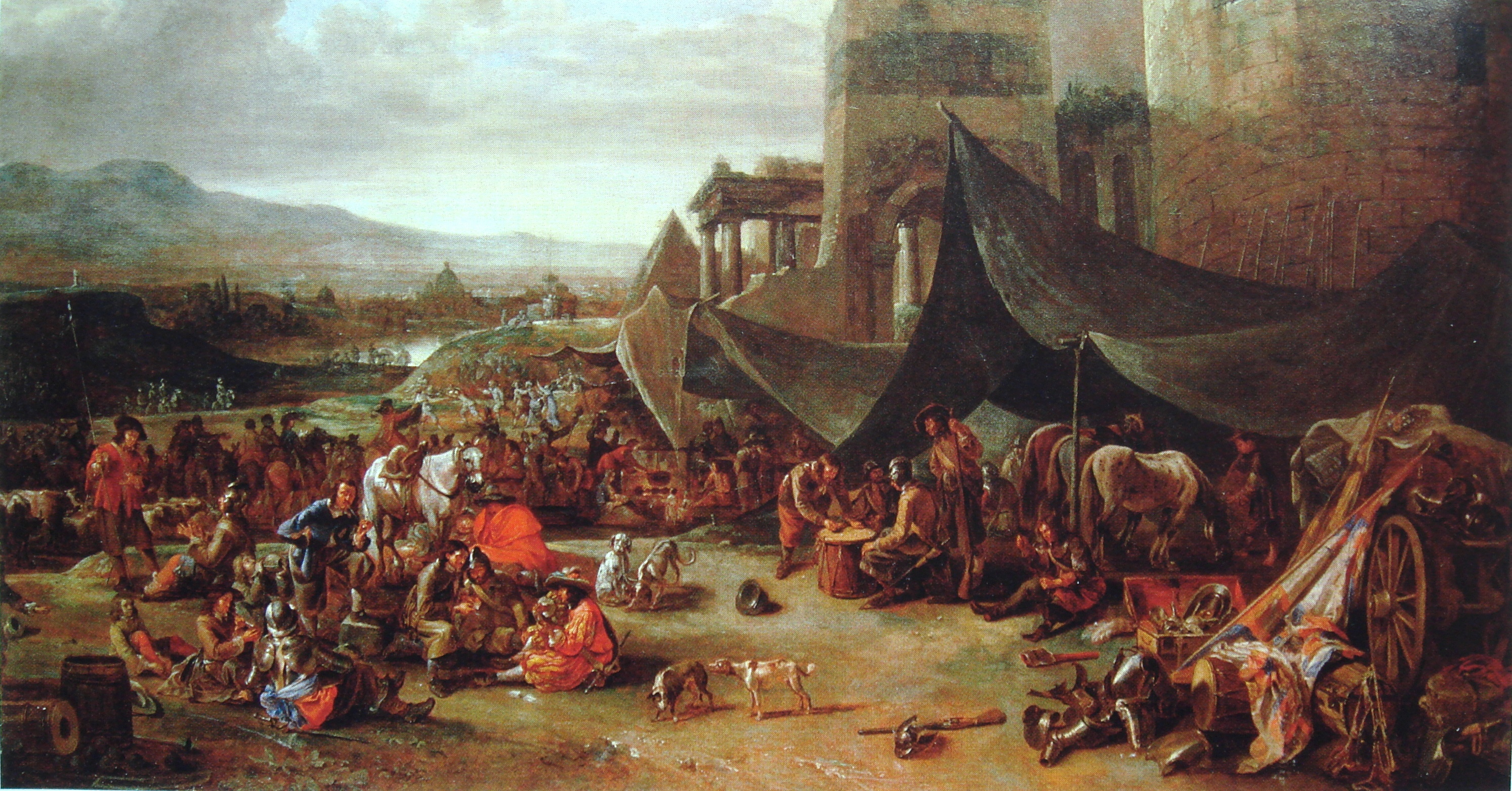
Il Sacco di Roma (Opera di Johannes Lingelbach)

Nel corso della seconda guerra tra i due sovrani, nel 1527, si ricorda l'invasione della città di Roma da parte dei Lanzichenecchi al comando del generale Georg von Frundsberg. Le soldataglie germaniche devastarono e saccheggiarono completamente la città, distruggendo tutto ciò che era possibile distruggere e costringendo il Papa ad asserragliarsi in Castel Sant'Angelo. Questa vicenda è tristemente nota come il "sacco di Roma". Questi fatti suscitarono moti di sdegno talmente aspri in tutto il mondo civile, da indurre Carlo V a prendere le distanze dai suoi mercenari e a condannarne fermamente l'operato, giustificandosi con il fatto che essi avevano agito senza il controllo del loro comandante che era dovuto rientrare in Germania per motivi di salute.
La nobiltà romana mal sopportava un Papa Medici, quindi chiesero al giovane imperatore di inviare delle truppe mercenarie per indurlo a rinunciare. Alcune famiglie romane finanziarono la spedizione. A Mantova, i Lanzichenecchi acquistarono segretamente i cannoni da Alfonso I d'Este duca di Ferrara, che poi furono costretti a vendere a Livorno perché non arrivarono i finanziamenti pattuiti. All'arrivo a Roma i Lanzichenecchi erano allo stremo, male armati e devastati dalla peste, che poi diffusero in tutta Europa. Dopo un assedio reso vano dalla mancanza di bocche da fuoco, per una situazione fortuita, riuscirono a penetrare dalla sponda nord del Tevere. Il Papa che non si era arreso al loro arrivo, riuscì a rifugiarsi in Castel Sant'Angelo grazie al sacrificio della guardia svizzera. L'orda dei Lanzichenecchi si gettò su Trastevere saccheggiandolo. I romani cercarono allora di distruggere il pons Sublicius per impedire che invadessero l'altra sponda.
Scoppiò una lotta tra i romani e i trasteverini; ne approfittarono i Lanzichenecchi, che dilagarono in tutta città. Si dice che, prima di saccheggiare i palazzi, controllavano se la famiglia avesse pagato il loro ingaggio. Il saccheggio fu feroce ed efferato, reso più crudele dalla loro appartenenza alla religione luterana, tanto che lo stesso imperatore ne rimase addolorato. L'assedio si arricchì di aneddoti come il famoso colpo di archibugio del Cellini dai bastioni di Castel Sant'Angelo. A parziale compensazione delle vicende romane, Carlo V si impegnò a ristabilire a Firenze la signoria della famiglia Medici, di cui lo stesso Papa era membro, ma quella che doveva essere una veloce operazione delle truppe imperiali divenne un lungo assedio che si concluse con una sofferta vittoria.

### 1530-1541: dall'incoronazione di Bologna alla spedizione di Algeri

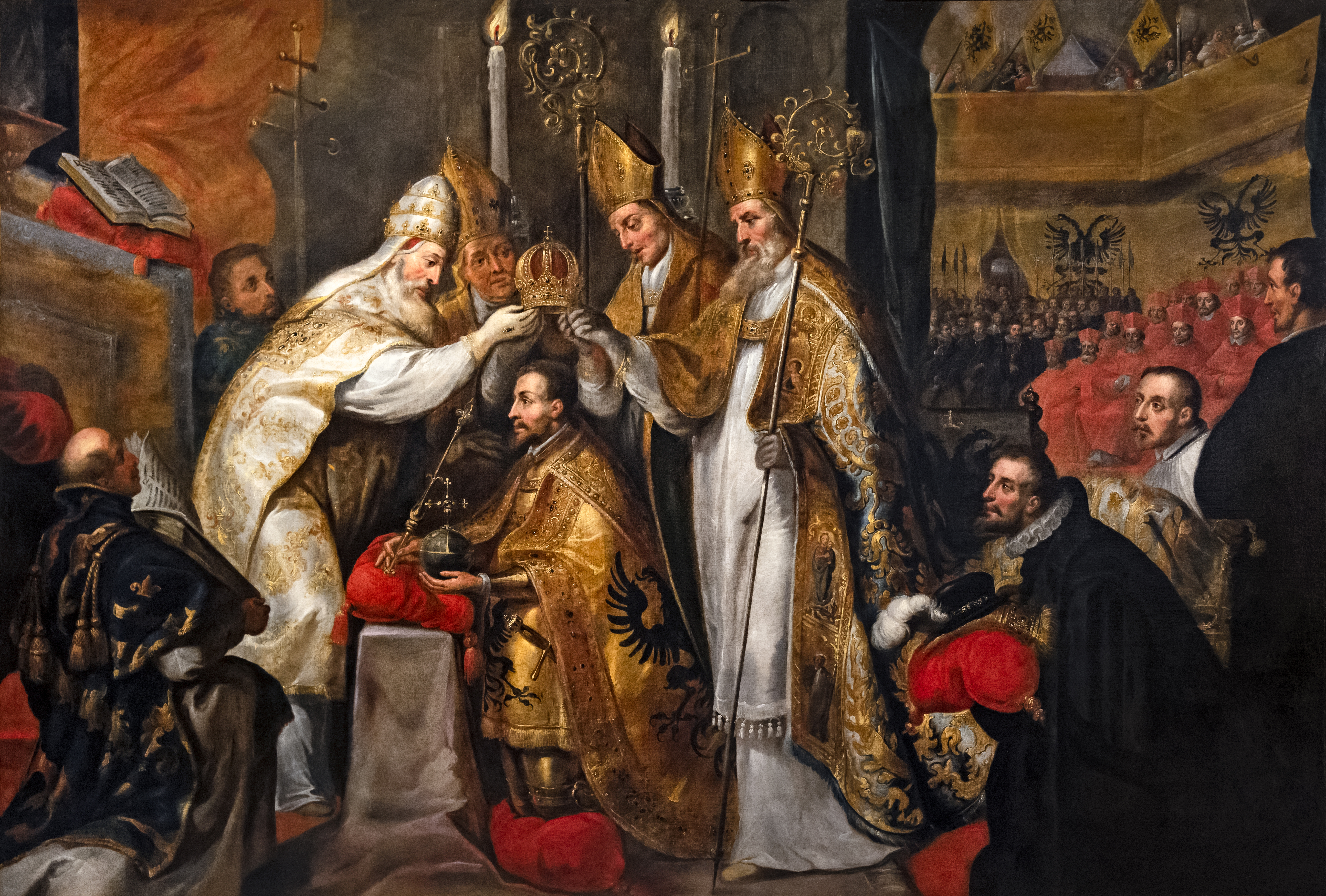
Il Pontefice Clemente VII incorona Carlo V d'Asburgo nella Basilica di San Petronio a Bologna

In ottemperanza ai patti sottoscritti a Cambrai, il 22 febbraio 1530, Papa Clemente VII incoronò Carlo V come Re d'Italia, con la Corona ferrea dei Re longobardi. L'incoronazione ebbe luogo a Bologna, forse a causa del Sacco di Roma temendo la reazione dei romani, nel Palazzo civico della città. Due giorni dopo, nella chiesa di San Petronio, avvenne l'incoronazione di Carlo V a Imperatore del Sacro Romano Impero, avendo ricevuto dieci anni prima in Aquisgrana la corona di Re dei Romani. Questa volta, però, la consacrazione imperiale gli venne direttamente imposta dalle mani del Pontefice. Nello stesso anno dell'incoronazione imperiale vi fu la scomparsa del Gran Cancelliere Mercurino Arborio Gattinara (1464-1530), il consigliere più influente e ascoltato del Re. Dopo la scomparsa del Gattinara, Carlo V non si lasciò più influenzare da nessun altro consigliere e le decisioni che egli prenderà d'ora in avanti, saranno il frutto quasi esclusivo dei suoi convincimenti. Il processo di maturazione del sovrano era compiuto.
L'anno 1530 costituisce per Carlo V una svolta significativa, per la sua persona e per il suo ruolo di Re e Imperatore. Infatti, come persona, si affranca dalla tutela di qualsivoglia consigliere e incomincia a prendere tutte le sue decisioni autonomamente, sulla scorta dell'esperienza maturata al fianco del Gattinara. Come sovrano, attraverso l'imposizione della corona imperiale per mano del Pontefice, egli si sente investito del primario compito di doversi dedicare completamente alla soluzione dei problemi che il luteranesimo aveva creato in Europa e in Germania in particolare, con il preciso scopo di salvare l'unità della Chiesa Cristiana d'Occidente. A tal fine, nel medesimo anno 1530, convocò la Dieta di Augusta, nella quale si confrontarono i luterani e i cattolici attraverso vari documenti.

#### La questione luterana
Di particolare rilievo fu la "Confessione augustana", redatta per trovare una sistemazione organica e coerente alle premesse teologiche e ai concetti dottrinali compositi che rappresentavano i fondamenti della fede luterana, senza che vi fosse accenno al ruolo del papato nei confronti delle chiese riformate. Carlo V confermò l'Editto di Worms del 1521, cioè la scomunica per i luterani, minacciando la ricostituzione della proprietà ecclesiastica. Per tutta risposta i luterani, rappresentati dai cosiddetti "ordini riformati", reagirono dando vita, nell'anno 1531, alla Lega di Smalcalda. Tale lega, dotata di un esercito federale e di una cassa comune, fu detta anche "Lega dei Protestanti", ed era guidata dal Duca Filippo I d'Assia e dal Duca Giovanni Federico, elettore di Sassonia.

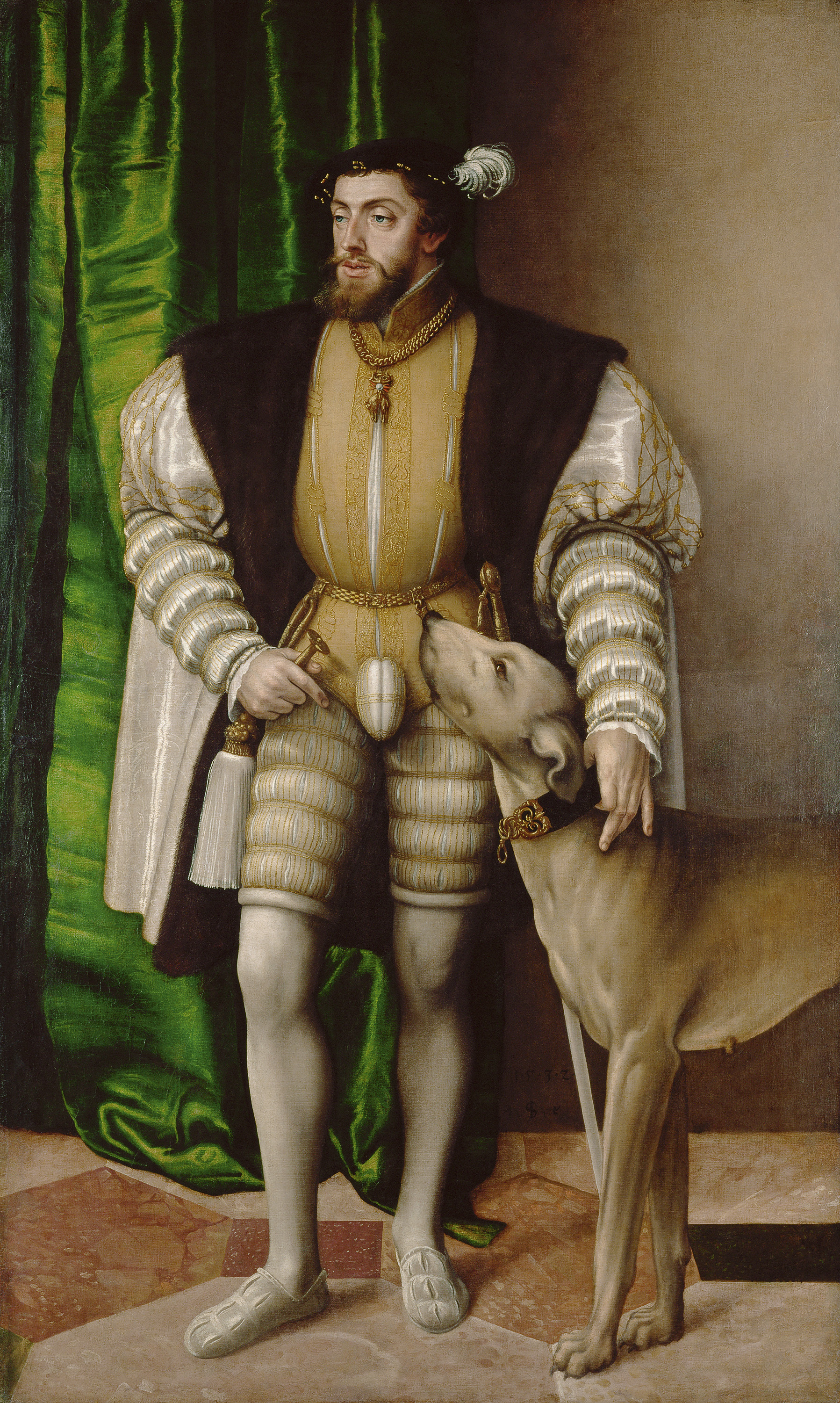
Ritratto eseguito da Jakob Seisenegger (1532)

Va chiarito che i seguaci della dottrina di Lutero assunsero la denominazione di "protestanti" in quanto essi, riuniti in "ordini riformati", nel corso della seconda Dieta di Spira del 1529, protestarono contro la decisione dell'Imperatore di ripristinare l'Editto di Worms (ossia scomunica e ricostituzione dei beni ecclesiastici), editto che era stato sospeso nella precedente prima Dieta di Spira del 1526. In quello stesso anno Carlo risolse un problema che da lungo tempo gli causava imbarazzi.

#### Malta ai Cavalieri Ospitalieri
Nel 1522 i Cavalieri Ospitalieri persero, per mano degli Ottomani, l'isola di Rodi, fino a quel momento loro dimora e da sette anni girovagavano per il Mar Mediterraneo in cerca di una nuova terra. La situazione non era facile perché i Cavalieri di San Giovanni non accettavano di essere sudditi di nessuno e ambivano a un luogo in cui essere sovrani in un Mediterraneo completamente occupato da altre potenze.
Dal 1522 al 1524 i Cavalieri stazionarono a Civitavecchia, porto della Roma papale, e chiesero di potersi stabilire all’isola d’Elba, ma non vi riuscirono; o meglio, per l’opposizione del papa, Clemente VII (Giulio Zanobi di Giuliano de' Medici).
Nel 1524 Carlo offrì ai Cavalieri l'isola di Malta, che era sotto il suo diretto controllo, essendo parte del regno di Sicilia: la proposta spiacque da principio agli Ospitalieri perché implicava una sottomissione formale all'Impero ma alla fine, dopo lunghe trattative, essi accettarono l'isola (a loro dire poco accogliente e non facile da difendere) ponendo la condizione di essere sovrani e non sudditi dell'imperatore e chiedendo che fosse loro assicurato l'approvvigionamento del necessario per vivere dalla Sicilia.
La decisione di Carlo, più che riflettere un reale desiderio di venire in aiuto all'Ordine di San Giovanni, fu di carattere strategico: Malta, piccolissima isola nel centro del Mediterraneo, situata in una posizione di grande importanza strategica specialmente per le navi che vi transitavano e sostavano in gran numero, era oggetto degli attacchi e dei saccheggi dei pirati, perciò Carlo necessitava di qualcuno che si occupasse a tempo pieno della sua difesa e i Cavalieri erano perfetti per questo.

#### La visita in Sicilia e le campagne del Nordafrica

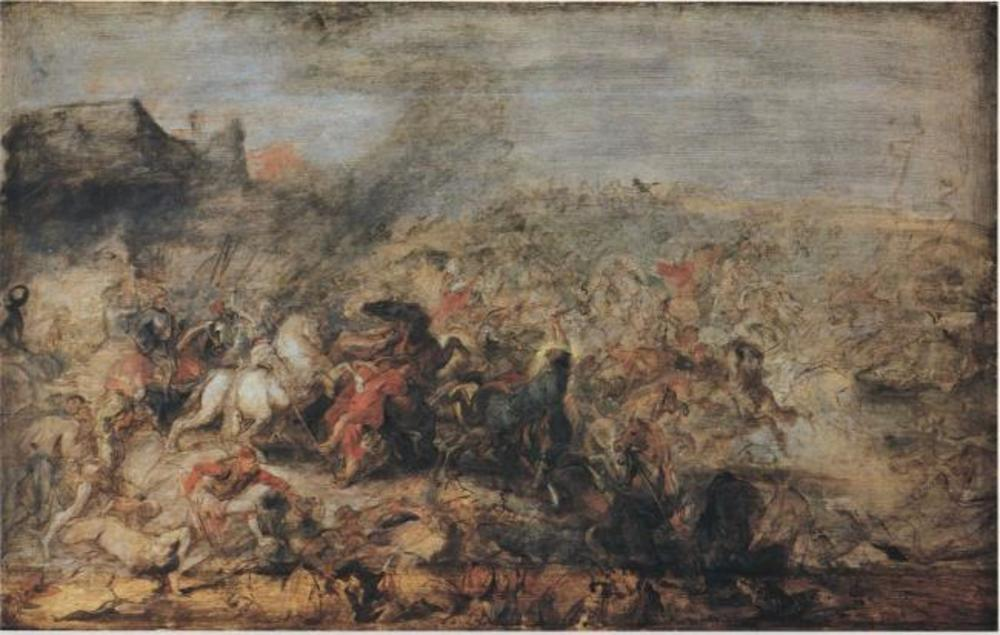
Giornata di Tunisi nel 1535, (Opera di Peter Paul Rubens e conservata presso la Gemäldegalerie di Berlino)

Il decennio che si aprì all'indomani dell'incoronazione di Carlo V a Bologna nella basilica di San Petronio il 24 febbraio del 1530 da Papa Clemente VII, e che si concluse nel 1540, fu denso di avvenimenti, che crearono all'Imperatore non pochi grattacapi.
Si riaprì il conflitto con la Francia; vi fu una recrudescenza delle incursioni dell'Impero ottomano verso l'Europa e si dovette registrare una notevole espansione della dottrina luterana. Carlo V, come estremo baluardo dell'integrità dell'Europa e della fede cattolica, dovette destreggiarsi su tutti e tre i fronti, contemporaneamente e con notevoli difficoltà. All'inizio degli anni trenta, sia Carlo V sia Francesco I cominciarono ad attuare la cosiddetta "politica matrimoniale" attraverso cui intendevano acquistarsi quel controllo territoriale sugli Stati d'Europa che non avevano potuto acquisire attraverso il ricorso alle armi. Carlo V, infatti, progettò il matrimonio della propria figlia naturale Margherita con il Duca di Firenze, nonché quello della nipote Cristina di Danimarca con il Duca di Milano. Francesco I, dal canto suo, diede in sposa la cognata Renata di Francia al Duca di Ferrara Ercole II d'Este. Durante il suo soggiorno di quasi un mese a Mantova fu ospite di Federico II Gonzaga al quale consegnò, il 25 marzo 1530, le insegne di primo duca. Nell'occasione l'imperatore gli propose le nozze con la zia Giulia d'Aragona (1492-1542), figlia di Federico I di Napoli. Federico Gonzaga non sposò mai Giulia, ma nel 1531 si unì in matrimonio con Margherita Paleologa.
Ma il capolavoro, in questo campo, fu compiuto dal Papa Clemente VII, il quale organizzò il matrimonio tra sua nipote Caterina de' Medici con il figlio secondogenito di Francesco I, Enrico, il quale, a causa della morte prematura dell'erede al trono Francesco, sarebbe diventato a sua volta Re di Francia con il nome di Enrico II. Questo matrimonio spinse Francesco I a essere più intraprendente e aggressivo nei confronti di Carlo V.
Il re di Francia concluse un'alleanza con il Sultano di Costantinopoli Solimano il magnifico, che ambiva al predominio sulle coste africane del mar Mediterraneo, e lo spinse ad aprire un secondo fronte di conflitto contro l'Imperatore, nel Mediterraneo, da parte dell'ammiraglio turco-ottomano Khayr al-Din, detto Barbarossa, capo dei pirati musulmani, che infestava e depredava le coste europee e le navi mercantili e nel 1533 lo pose a capo della flotta del sultano, tentando di riconquistare l'Andalusia e la Sicilia per soggiogarle nuovamente sotto la dominazione musulmana.
Questa mossa provocò la decisione di Carlo V di intraprendere una campagna militare contro i pirati e i musulmani in Nordafrica - anche per adempiere alle promesse fatte al Parlamento d'Aragona - che portò nel giugno 1535, alla conquista di Tunisi e la sconfitta del Barbarossa, ma non la sua cattura, avendo quest'ultimo trovato rifugio nella città di Algeri.

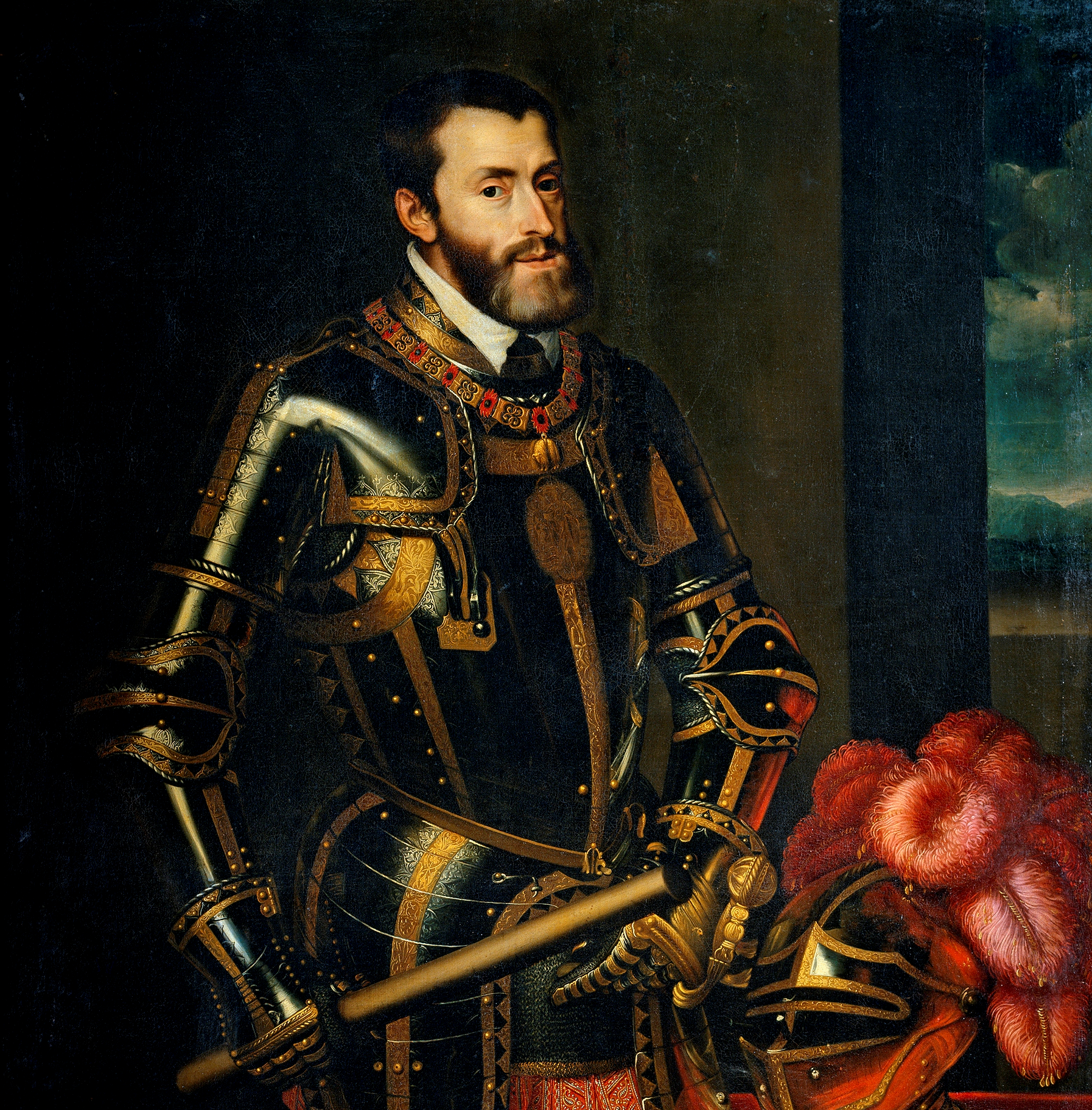
Imperatore Carlo V, copia di un originale perduto di Tiziano

Di ritorno dalla spedizione di Tunisi, Carlo V decise di fermarsi nei suoi possedimenti italiani. Venne accolto trionfalmente nel regno di Sicilia come un liberatore in quanto aveva sconfitto i Mori che depredavano le coste dell'Isola. Egli attraversò alcune città demaniali della Sicilia. Sbarcò dal Nordafrica a Trapani il 20 agosto: la città era la quarta dell’isola dopo Palermo, Messina e Catania e l'imperatore la definì la chiave del Regno e ne confermò solennemente i privilegi. Lasciò Trapani alla fine di agosto diretto a Palermo; sostò una notte nel Castello di Inici ospite di Giovanni Sanclemente, un nobile di origine catalana che era stato suo compagno d’armi a Tunisi e il 1º settembre raggiunse Alcamo, città feudale dei Cabrera, dove trascorse due notti, ospitato nel castello trecentesco. Da Alcamo il corteo imperiale raggiunse Monreale, e da lì Palermo: l'ingresso nella capitale avvenne la mattina del 13 settembre. Il sovrano e il suo seguito varcarono la Porta Nuova e raggiunsero la Cattedrale, dove l’attendevano il clero, il pretore Guglielmo Spatafora e molti nobili, e dove Carlo giurò solennemente di voler osservare e conservare i privilegi civici della città. Durante il suo soggiorno palermitano abitò a Palazzo Ajutamicristo. Il 14 ottobre l'imperatore partì per Messina, raggiunse Termini la sera dello stesso giorno e l’indomani ripartì diretto a Polizzi Generosa; il corteo raggiunse poi Nicosia, Troina dove Carlo V soggiornò per 3 giorni, e proseguì quindi per Randazzo. Il 22 ottobre Carlo entrò trionfalmente a Messina dove soggiornò per 13 giorni. Nella città dello Stretto Carlo confermò i privilegi di Messina, Randazzo e Troina, nominò il nuovo viceré dell’Isola nella persona di Ferrante I Gonzaga e autorizzò i cittadini di Lentini a fondare una città, che venne edificata nel 1551 e che, in suo onore, sarebbe stata chiamata Carlentini. Da Messina prese quindi la via per Napoli. Sostò con tutto il seguito a Padula, alloggiando nella certosa di San Lorenzo, dove i monaci certosini prepararono per l'imperatore una leggendaria frittata di 1000 uova. Il 25 novembre 1535 Carlo V entrò in Napoli da Porta Capuana (come raffigurato in bassorilievo su uno dei lati del monumento funebre in marmo che il viceré Pedro Álvarez de Toledo y Zúñiga fece realizzare da Giovanni da Nola, che trovasi nella Pontificia reale basilica di San Giacomo degli Spagnoli in Napoli e in cui poi non fu tumulato). Ascoltò le critiche della nobiltà napoletana contro il governo del viceré, la difesa dell'Eletto del popolo Andrea Stinca e optò per la riconferma. 
Giunse a Roma nell'aprile del 1536, anche per conoscere, e cercare di farselo alleato, il nuovo Pontefice Paolo III (Alessandro Farnese), succeduto a Clemente VII che era scomparso nel 1534.
Il nuovo pontefice si dichiarò neutrale nell'ultradecennale contesa tra la Francia e l'Impero, per cui, Francesco I, forte di questa neutralità, riprese le ostilità, dando inizio al terzo conflitto con l'imperatore, che si concluse soltanto due anni dopo, nel 1538, con l'armistizio di Bomy e la pace di Nizza, che non portarono a nessun risultato, lasciando inalterate le risultanze della pace di Madrid e della pace di Cambrai, che avevano concluso i due precedenti conflitti. Contemporaneamente a questi avvenimenti, Carlo V dovette fronteggiare, come si è già detto, anche la diffusione della dottrina luterana che aveva trovato il suo punto di massima nella formazione della Lega di Smalcalda nel 1531, alla quale cominciavano ad aderire sempre più numerosi i principi germanici.
L'Imperatore si impegnò nuovamente contro i Turchi in un conflitto che si concluse con molta sfortuna in una sconfitta, maturata nella battaglia navale di Prevesa del 27 settembre 1538, dove lo schieramento turco, guidato dal Barbarossa ebbe la meglio sulla flotta degli imperiali, composta da navi genovesi e veneziane. Questa sconfitta indusse Carlo V a riprendere i rapporti con gli Stati della Germania, di cui aveva comunque bisogno, sia da un punto di vista finanziario sia militare. Il suo atteggiamento più conciliante verso i rappresentanti luterani, tenuto nelle diete di Worms (1540) e Ratisbona (1541), gli valsero l'appoggio di tutti i principi, oltre che l'alleanza di Filippo I d'Assia.
Ciò portò alla realizzazione di un'altra spedizione nel Mediterraneo contro i musulmani, sia per riguadagnare credibilità e sia perché l'eterno rivale Francesco di Francia si era alleato con il Sultano.
Questa volta l'obiettivo fu Algeri, base logistica del Barbarossa e punto di partenza di tutte le scorrerie delle navi corsare contro i porti della Spagna e dei suoi domini italiani. Carlo V raccolse a La Spezia una forza d'invasione ragguardevole, affidata ai comandi di valorosi ed esperti condottieri quali Andrea Doria, Ferrante I Gonzaga e Hernán Cortés. Nonostante ciò la spedizione dell'ottobre 1541 fu un completo fallimento, in quanto le avverse condizioni autunnali del mare distrussero ben 150 navi cariche di armi, soldati e approvvigionamenti. Con quel che restava Carlo V non fu in grado di concludere vittoriosamente l'impresa e dovette rientrare in Spagna, ai primi di dicembre dello stesso anno, dando l'addio definitivo alla sua politica di controllo del Mar Mediterraneo.

### 1541-1547: all'ombra del Concilio di Trento

Carlo nella battaglia di Mühlberg (Ritratto di Carlo V a cavallo, Tiziano, 1548)

A seguito di questa sconfitta, Francesco I, nel mese di luglio del 1542, diede l'avvio alla quarta guerra contro l'Imperatore che si concluse soltanto nel mese di settembre del 1544 con la firma della pace di Crépy, dalla quale il Re di Francia uscì nettamente sconfitto ancora una volta, anche se poté mantenere alcuni territori occupati durante il conflitto e appartenenti al Ducato di Savoia. Francesco, infatti, non solo dovette rinunciare definitivamente ai suoi sogni di conquista dell'Italia, ma dovette impegnarsi anche ad appoggiare l'apertura di un Concilio sulla questione luterana. La qual cosa puntualmente avvenne. Nel giugno 1543 Carlo V, mentre era in viaggio verso Trento, incontrò papa Paolo III a Busseto nella Villa Pallavicino.

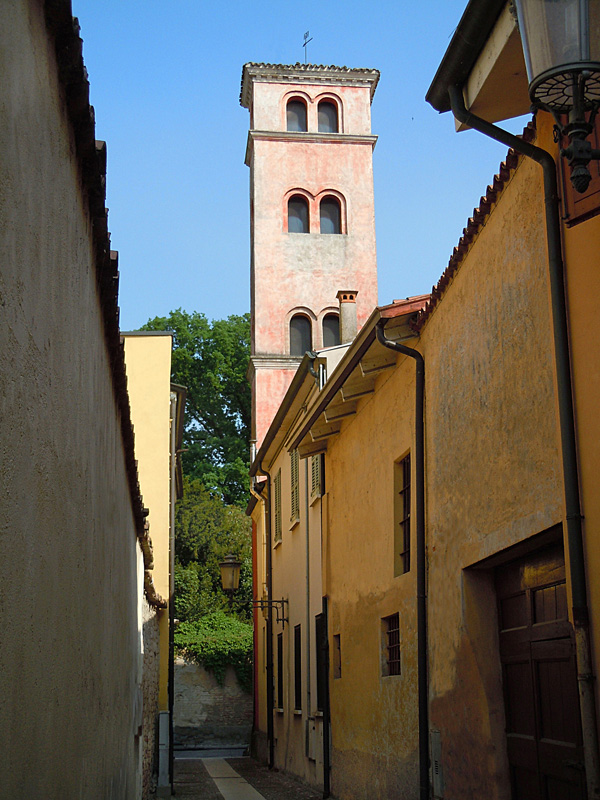
Castel Goffredo, vicolo Carlo V, a memoria del suo passaggio nel 1543.

Proseguendo il viaggio, si intrattenne nel Castello di Canneto con Ferrante Gonzaga, con il cardinale Ercole Gonzaga e con Margherita Paleologa, per legittimare a suo figlio Francesco la duplice investitura nei titoli di Duca di Mantova e Marchese del Monferrato, oltre a concordare le sue future nozze con Caterina, nipote dell'imperatore. Il 28 giugno dello stesso anno l'imperatore fu ospite per un giorno della corte del marchese Aloisio Gonzaga a Castel Goffredo, che gli offrì le chiavi della fortezza. Visitò anche il Castello di Medole e il Convento dell'Annunciata, donando ai padri agostiniani un prezioso breviario rilegato in argento. Il papa Paolo III convocò, infatti, un Concilio ecumenico nella città di Trento, i cui lavori furono ufficialmente aperti il 15 dicembre 1545.
Fu un Concilio del quale sia il re sia l'imperatore non avrebbero mai visto la conclusione, così come neppure il pontefice che lo aveva convocato. Poiché i protestanti si rifiutarono di riconoscere il Concilio di Trento, l'Imperatore mosse loro guerra nel mese di giugno del 1546, forte di un esercito composto dai pontifici al comando di Ottavio Farnese, dagli austriaci di Ferdinando d'Austria, fratello dell'Imperatore, e dai soldati dei Paesi Bassi al comando di Massimiliano d'Egmont, conte di Buren (1509-1548). L'Imperatore era affiancato da Maurizio di Sassonia che era stato abilmente sottratto alla Lega Smalcaldica. Carlo V conseguì una schiacciante vittoria nella battaglia di Mühlberg nel 1547, a seguito della quale i principi tedeschi si ritirarono e si sottomisero all'imperatore. Celebre è il ritratto eseguito da Tiziano nel 1548 e conservato al Museo del Prado di Madrid per celebrare questa vittoria. In esso l'imperatore è raffigurato a cavallo, con armatura, cimiero e una picca nelle mani, nell'atto di guidare le sue truppe in battaglia.
Invero, le cronache dell'epoca riferirono che l'imperatore seguì la battaglia da molto lontano, steso su una lettiga, in quanto impossibilitato a muoversi a causa di uno dei suoi frequenti attacchi di gotta. Un male che lo afflisse per tutta la vita, causato dalla sua smodata passione per i piaceri della buona tavola. Per i primi due anni il Concilio si dibatté su questioni di carattere procedurale, mancando l'accordo tra il papa e l'imperatore: infatti mentre l'imperatore cercava di portare il dibattito su temi riformisti, il papa cercava di portarlo, invece, più su temi di carattere teologico. Il 31 maggio del 1547 vide la morte del re Francesco I e, poiché il Delfino Francesco era morto prematuramente nel 1536 all'età di 18 anni, salì sul trono di Francia il secondogenito di Francesco I, con il nome di Enrico II. Non solo, ma, nello stesso anno, Paolo III trasferì la sede del Concilio da Trento a Bologna, con il preciso scopo di sottrarlo all'influenza dell'Imperatore, anche se la motivazione ufficiale dello spostamento fu la peste.

### 1547-1552: dalla morte di Francesco I all'assedio di Metz
Carlo V era ormai giunto al culmine della sua potenza. Il suo grande antagonista, Francesco I, era scomparso. La Lega di Smalcalda era stata vinta. Il Ducato di Milano, nelle mani di Ferdinando Gonzaga, era agli ordini dell'Imperatore, così come Genova, la Savoia e i Ducati di Ferrara, Toscana e Mantova, oltre alle Repubbliche di Siena e Lucca. L'Italia meridionale era già da tempo un vicereame spagnolo. Papa Paolo III, per opporsi a tale strapotere, null'altro poteva fare se non stringere un accordo con il nuovo re di Francia.

#### Congiure italiane anti-asburgiche
Il culmine della sua potenza, però, coincise anche con l'inizio del suo declino. Infatti, nel biennio 1546-1547, Carlo V dovette fronteggiare alcune congiure anti-asburgiche in Italia. A Lucca, nel 1546, Francesco Burlamacchi tentò di instaurare in tutta la Toscana uno Stato repubblicano. A Genova, Gianluigi Fieschi organizzò, senza successo, una rivolta a favore della Francia. A Parma infine, nel 1547 Ferrante I Gonzaga conquistò Parma e Piacenza a spese del duca Pier Luigi Farnese (figlio del pontefice), ma la conquista fallì per mano del duca Ottavio Farnese, che riconquistò il Ducato, il quale fu successivamente riconquistato ancora una volta dal Gonzaga.

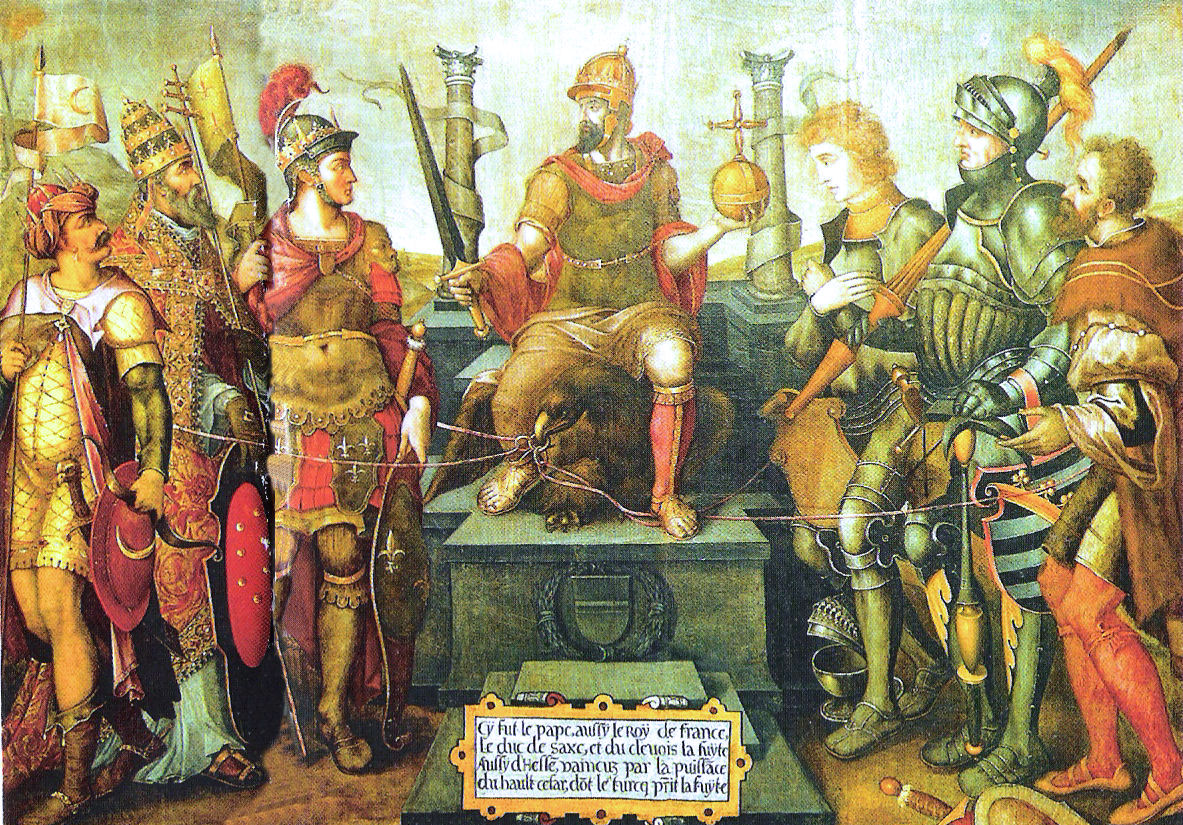
Allegoria del regno dell'Imperatore Carlo V d'Asburgo

Papa Paolo III morì il 10 novembre del 1549. Gli successe il cardinal Giovanni Maria Ciocchi del Monte che assunse il nome di Giulio III. Il nuovo papa, la cui elezione era stata favorita dai cardinali Farnese presenti in Conclave, come ringraziamento verso il casato dei Farnese, dispose la restituzione a Ottavio Farnese del Ducato di Parma che era stato riconquistato nel 1551 da Ferrante Gonzaga. Ottavio, credendo al Gonzaga sulla volontà del suocero di togliergli il ducato, s'avvicinò alla Francia, di seguito il pontefice lo dichiarò decaduto dal titolo, così che strinse definitivamente un'alleanza con Enrico II. Giulio III intravedeva in tutto questo un coinvolgimento della Santa Sede, che l'avrebbe condotta a schierarsi a fianco del re.
La qual cosa contrastava con il principio di neutralità che il papa si era imposto al momento della sua elezione, a salvaguardia del proprio potere temporale. Questa alleanza, infatti, provocò un nuovo conflitto tra il Regno e l'Impero, nel quale il pontefice si trovò legato, giocoforza, a Carlo V. Qualche anno dopo, però, il papa strinse un accordo con Enrico II, passando, di fatto, nell'altro campo, adducendo, a sostegno della sua scelta, il fatto che il luteranesimo si stava espandendo anche in Francia e che le casse dello Stato Pontificio erano ormai esaurite. Questo accordo, però, per patto tra i due, avrebbe dovuto essere ratificato dall'imperatore.
In questo periodo, inoltre, nel contesto culturale, il 12 maggio 1551, Carlo V fondò, in Perù, l'Universidad Nacional Mayor de San Marcos, l'università più antica delle Americhe.

#### Tentativi di conquista francese
Carlo V, trovandosi in difficoltà per ragioni di carattere interno nei suoi territori in Germania, ratificò l'accordo e ritenne che il conflitto con la Francia fosse esaurito. Invece Enrico II cominciò una nuova avventura: la conquista di Napoli; a tanto sollecitato da Ferrante Sanseverino, Principe di Salerno, il quale riuscì a convincere il re di Francia a un intervento militare nel Mezzogiorno d'Italia con lo scopo di liberarlo dall'oppressione spagnola. Come aveva fatto il suo predecessore Antonello Sanseverino allorquando spinse Carlo VIII alla conquista di Napoli. Re Enrico, ben sapendo che da solo non sarebbe mai riuscito a strappare l'Italia meridionale a Carlo V, si alleò con i Turchi, e progettò l'invasione attraverso un'operazione congiunta della flotta turca e di quella francese. Nell'estate del 1552, la flotta turca, al comando di Sinan Pascià, sorprese la flotta imperiale, al comando di Andrea Doria e Juan de Mendoza y Carrillo, al largo di Ponza. La flotta imperiale fu clamorosamente sconfitta. Ma poiché la flotta francese non riuscì a ricongiungersi con quella turca, l'obiettivo dell'invasione del napoletano fallì.

#### Alleanza anti-imperiale

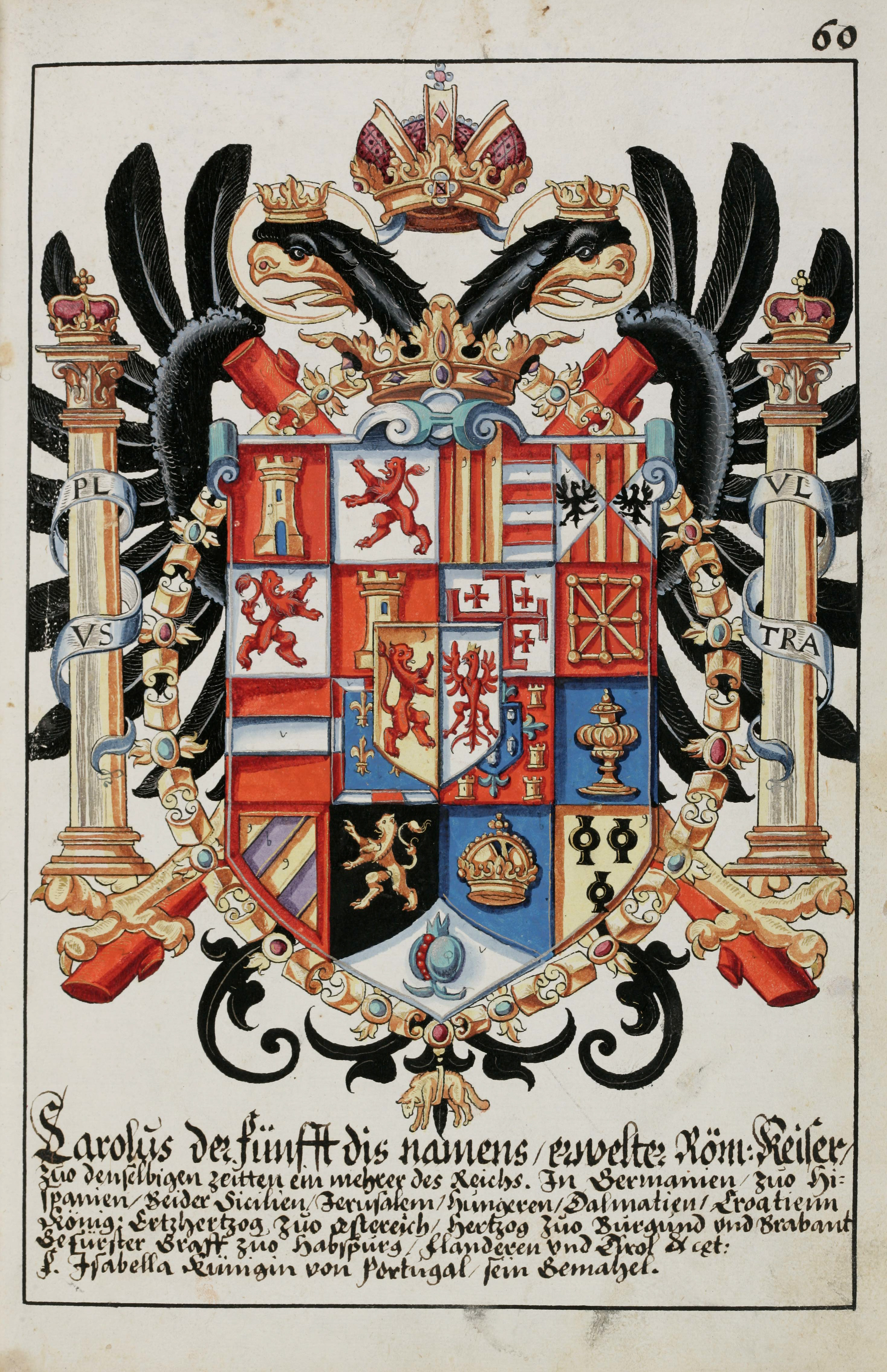
Stemma dell'Imperatore Carlo V d'Asburgo

In Germania, intanto, l'imperatore, dopo la vittoria di Mühlberg, aveva adottato una politica estremamente autoritaria, la quale ebbe come conseguenza la formazione di un'alleanza tra i Principi riformati della Germania del Nord, il Duca d'Assia e il Duca Maurizio di Sassonia, in funzione anti-imperiale. Questa Lega, nel mese di gennaio del 1552, a Chambord, sottoscrisse un accordo con il re di Francia. Questo accordo prevedeva il finanziamento delle truppe della Lega da parte della Francia, in cambio della riconquista delle città di Cambrai, Toul, Metz e Verdun. Il permesso accordato al re di Francia da parte della lega dei Principi protestanti, per l'occupazione delle città di Cambrai, Toul, Metz e Verdun, fu un vero e proprio tradimento verso l'imperatore. La guerra con la Francia scoppiò, quindi, inevitabilmente nel 1552, con l'invasione dell'Italia del Nord da parte delle truppe francesi. Ma il vero obiettivo di re Enrico era l'occupazione delle Fiandre, sogno mai appagato anche del padre Francesco I. Infatti Enrico si mise personalmente alla testa delle sue truppe e diede inizio alle operazioni militari nelle Fiandre e in Lorena.
L'iniziativa di Enrico II colse di sorpresa l'imperatore, il quale, non potendo raggiungere i Paesi Bassi a causa dell'interposizione dell'esercito francese, dovette ripiegare sul Nord Tirolo, con una fuga precipitosa e, invero, alquanto indecorosa verso Innsbruck. Rientrato in Austria Carlo V incominciò il rafforzamento del suo contingente militare facendo affluire rinforzi e danaro sia dalla Spagna sia da Napoli; la qual cosa indusse Maurizio di Sassonia, condottiero delle truppe francesi, ad aprire trattative con l'imperatore, nel timore di una sconfitta. Nei colloqui, svoltisi a Passavia, tra i principi protestanti capeggiati da Maurizio di Sassonia e l'imperatore, si giunse a un accordo che prevedeva maggiori libertà religiose per i riformati in cambio dello scioglimento dell'alleanza con Enrico II. La qual cosa avvenne nell'agosto del 1552.
Con il Trattato di Passavia l'imperatore riuscì ad annullare gli accordi di Chambord tra i principi protestanti e il re di Francia, ma vide vanificate tutte le conquiste ottenute con la vittoria di Mühlberg. Una volta ottenuto l'isolamento della Francia, Carlo V, nell'autunno dello stesso anno, incominciò una campagna militare contro i francesi per la riconquista della Lorena, mettendo sotto assedio la città di Metz, difesa da un contingente comandato da Francesco I di Guisa. L'assedio, durato praticamente fino alla fine dell'anno, si concluse con un fallimento e il successivo ritiro delle truppe imperiali. Questo episodio è storicamente considerato l'inizio del declino di Carlo V. Fu a seguito di questa circostanza, infatti, che l'imperatore cominciò a pensare alla propria successione.

### 1552-1555: dall'assedio di Metz alla pace di Augusta

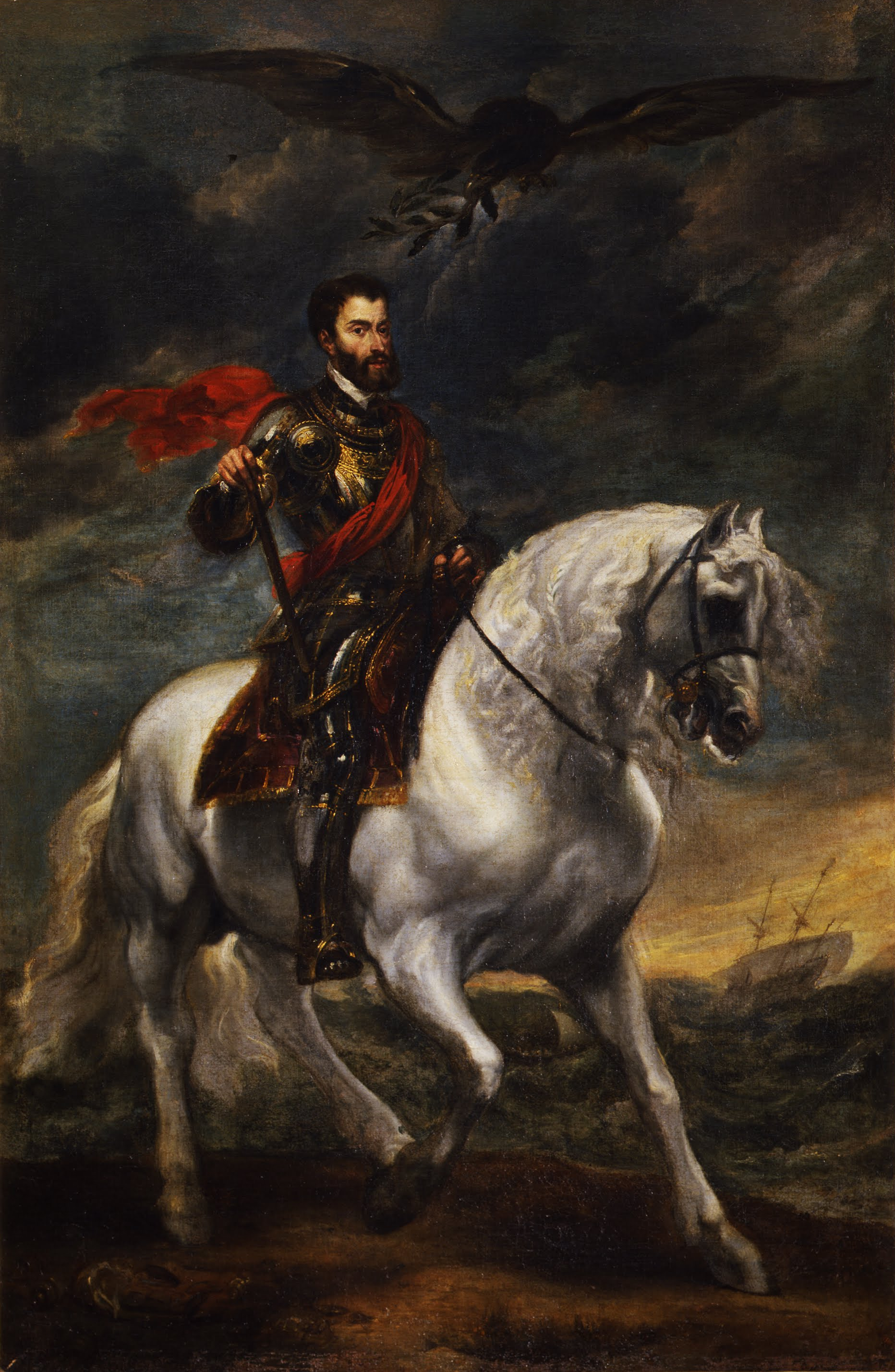
Ritratto Equestre dell'Imperatore Carlo V d'Asburgo, (Opera di Antoon van Dyck e conservata presso la Galleria degli Uffizi)

#### Bilancio di un impero
All'indomani del fallimento dell'assedio di Metz e della mancata riconquista della Lorena, Carlo V entrò in una fase di riflessione: su sé stesso, sulla sua vita e sulle sue vicende oltre che sullo stato dell'Europa. La vita terrena di Carlo V si stava avviando alla conclusione. I grandi protagonisti che assieme a lui avevano calcato la scena europea nella prima metà del XVI secolo erano tutti scomparsi: Enrico VIII d'Inghilterra e Francesco I di Francia nel 1547, Martin Lutero nel 1546, Erasmo da Rotterdam dieci anni prima e Papa Paolo III nel 1549. Il bilancio della sua vita e di ciò che aveva compiuto non poteva dirsi del tutto positivo, soprattutto in rapporto agli obiettivi che si era prefissato.
Il suo sogno di Impero universale sotto la guida asburgica era fallito; così come era fallito il suo obiettivo di riconquistare la Borgogna. Egli stesso, pur professandosi il primo e più fervente difensore della Chiesa di Roma, non era stato in grado di impedire l'affermarsi della dottrina luterana. I suoi possedimenti oltre-atlantico si erano accresciuti enormemente ma senza che i suoi governatori fossero stati in grado di dar loro delle valide strutture amministrative. Aveva però posto le basi per il dominio asburgico-spagnolo sull'Italia, che sarà ufficializzato dopo la sua morte con la pace di Cateau-Cambrésis nel 1559, e che sarebbe durato per centocinquanta anni. Così come era riuscito, con l'aiuto dell'Arciduca Ferdinando suo fratello a fermare l'avanzata dell'Impero ottomano verso Vienna e il cuore dell'Europa.

#### Graduale ascesa di Filippo II
Carlo V cominciava a prendere coscienza che l'Europa si avviava a essere retta da nuovi Principi i quali, in nome del mantenimento dei propri Stati, non intendevano minimamente alterare l'equilibrio politico-religioso all'interno di ciascuno di essi. La sua concezione dell'Impero stava tramontando e cominciava ad affermarsi il potere della Spagna. Nel 1554 si celebrarono le nozze tra Maria Tudor (Maria la sanguinaria), Regina d'Inghilterra e figlia di Enrico VIII, con Filippo; nozze fortemente volute da Carlo V che vedeva nell'unione tra la Regina d'Inghilterra e il proprio figlio, futuro Re di Spagna, un'alleanza fondamentale in funzione antifrancese e a difesa anche dei territori delle Fiandre e dei Paesi Bassi.
Per accrescere il prestigio del proprio figlio ed erede, l'Imperatore assegnò a Filippo, definitivamente, il Ducato di Milano, il Regno di Napoli e il Regno di Sicilia, che andavano ad aggiungersi alla reggenza del Regno di Spagna di cui Filippo era già in possesso da alcuni anni. Questa crescita di potere nelle mani di Filippo non fece altro che aumentare l'ingerenza di quest'ultimo nella conduzione degli affari di stato che causò un incremento della conflittualità con il proprio genitore. Questa conflittualità ebbe come conseguenza una cattiva gestione delle operazioni militari contro la Francia che erano riprese proprio nel 1554.
Il teatro del conflitto era costituito dai territori fiamminghi. L'esercito francese e quello imperiale si confrontarono in aspre battaglie fino all'autunno inoltrato, quando incominciarono le trattative per una tregua di cui tutti avevano bisogno, soprattutto a causa del dissanguamento finanziario di entrambe le parti. La tregua fu conclusa, dopo estenuanti trattative, a Vauchelles nel mese di febbraio 1556 e, ancora una volta, così come spesso era accaduto in passato, le ostilità si conclusero con un nulla di fatto, nel senso che restavano congelate le posizioni acquisite. Ciò significava che la Francia manteneva l'occupazione del Piemonte e delle città di Metz, Toul e Verdun. Carlo V, a questo punto degli avvenimenti, fu costretto a dover prendere decisioni importanti per il futuro della sua persona, della sua famiglia e degli Stati d'Europa sui quali si stendeva il suo dominio.

#### Cuius regio, eius religio
Era giunto a 56 anni di età e la sua salute era alquanto malferma. L'anno precedente, il 25 settembre, aveva sottoscritto con i Principi protestanti, tramite il fratello Ferdinando, la Pace di Augusta, a seguito della quale si pervenne alla pacificazione religiosa in Germania, con l'entrata in vigore del principio cuius regio, eius religio, con cui si sanciva che i sudditi di una regione dovevano professare la religione scelta dal loro reggente. Era il riconoscimento ufficiale della nuova dottrina luterana. Questi avvenimenti indussero il nuovo Papa, Paolo IV, al secolo Gian Pietro Carafa, napoletano, eletto appena l'anno precedente, a stringere una solida alleanza con il Re di Francia in funzione anti-imperiale. Paolo IV, infatti, riteneva che l'Imperatore non fosse più il baluardo della Chiesa di Roma contro gli attacchi provenienti dalla nuova dottrina luterana, soprattutto dopo il Trattato di Passavia e la Pace di Augusta.
Ecco perché ritenne opportuno stringere alleanza con la Francia. Il Principe Filippo ormai governava sia sulla Spagna sia sulle Fiandre oltre che nel Regno di Napoli e nel Ducato di Milano. Il matrimonio di Filippo con la Regina d'Inghilterra assicurava una salda alleanza antifrancese. Il fratello Ferdinando aveva acquistato potere in tutti i possedimenti asburgici e lo esercitava con competenza e saggezza oltre che con notevole autonomia dall'Imperatore. I legami con il Papa si erano ormai allentati, sia a causa delle risultanze della Pace di Augusta e sia per la svolta subita dalla Chiesa cattolica con l'avvento del Carafa al soglio pontificio.

### L'abdicazione e gli ultimi anni (1556-1558)
Tutte queste considerazioni lo indussero a decidere per la propria abdicazione, dividendo il suo regno tra due successori, e che ebbe luogo con una serie di passaggi successivi. Come Duca di Borgogna aveva già abdicato in favore del figlio Filippo II, nella città di Bruxelles il 25 ottobre 1555.
Il 16 gennaio del 1556 Carlo V cedette le corone di Spagna, Castiglia, Sicilia e delle Nuove Indie ancora al figlio Filippo, al quale lasciò anche i Paesi Bassi e la Franca Contea nel giugno dello stesso anno e la corona aragonese nel mese di luglio.
Il 12 settembre dello stesso anno cedette la corona imperiale al fratello Ferdinando. Subito dopo, accompagnato dalle sorelle Eleonora e Maria, partì per la Spagna diretto al monastero di San Jerónimo di Yuste nell'Estremadura.

#### L'ultima residenza: il monastero di San Jerónimo di Yuste
Carlo salpò dal porto fiammingo di Flessinga il 15 settembre 1556 con una flotta di oltre sessanta navi e un seguito di 2 500 persone, destinate a diminuire via via nel corso del viaggio. Tredici giorni dopo, l'ex sovrano sbarcò nel porto spagnolo di Laredo. Il 6 ottobre ebbe inizio il viaggio attraverso la Castiglia che lo condusse prima a Burgos dove giunse il 13 ottobre e poi a Valladolid dove giunse il 21 dello stesso mese. Dopo due settimane di sosta, accompagnato da alcuni cavalieri e cinquanta alabardieri, riprese il viaggio verso l'Estremadura che lo avrebbe condotto in una località chiamata Vera de Plasencia, nei pressi della quale sorgeva il monastero di San Jerónimo di Yuste, ove giunse il 3 febbraio 1557. Qui i monaci lo accolsero in processione, intonando il Te Deum.
Carlo non risiedette mai all'interno del monastero, bensì in una modesta palazzina che si era fatto costruire anni addietro, in adiacenza al muro di cinta, ma all'esterno, orientata a Sud e ben soleggiata. Nonostante il luogo piuttosto lontano dai centri di potere, egli continuò a mantenere rapporti con il mondo politico, senza per questo venir meno alla sua volontà di soddisfare l'aspetto ascetico della propria indole. Continuò a essere prodigo di consigli sia alla figlia Giovanna, reggente della Spagna, sia al figlio Filippo che governava i Paesi Bassi. Soprattutto in occasione del conflitto scoppiato con Enrico II di Francia, nel quale Carlo, dal suo eremo di Yuste e con l'aiuto della Spagna, riuscì a riorganizzare l'esercito di Filippo il quale ottenne una schiacciante vittoria sui francesi nella battaglia di San Quintino il 10 agosto 1557. Va ricordato che il comandante in capo dell'esercito di Filippo II era il duca Emanuele Filiberto di Savoia, detto "Testa di Ferro".

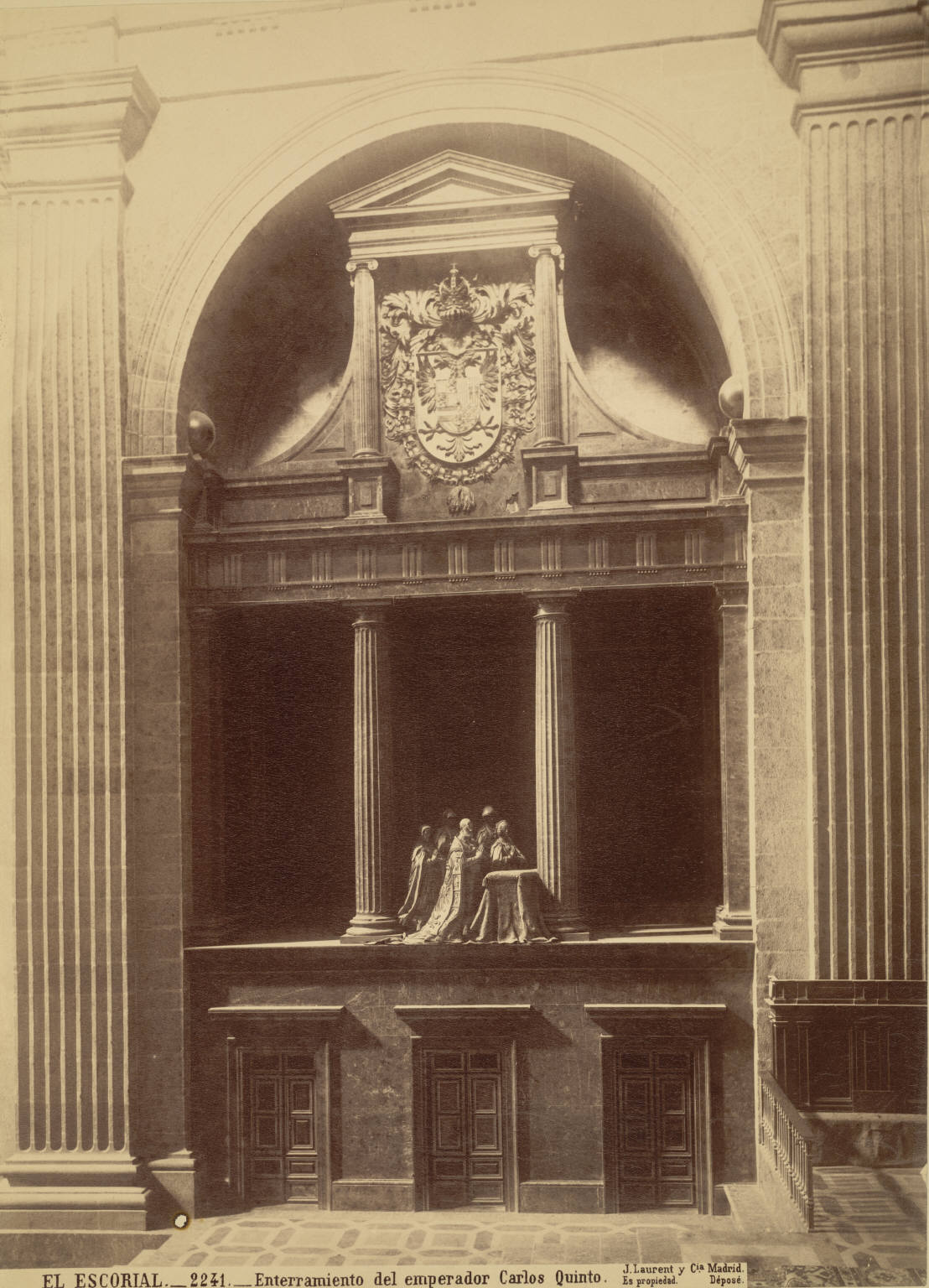
Monastero dell'Escorial, tomba di Carlo V

#### Ferdinando I nuovo imperatore
Il 28 febbraio del 1558 i Principi tedeschi, riuniti nella Dieta di Francoforte, presero atto delle dimissioni dal titolo di Imperatore che Carlo V aveva presentato due anni prima e riconobbero in Ferdinando il nuovo Imperatore. Carlo usciva definitivamente dalla scena politica. Il 18 febbraio 1558 morì la sorella Eleonora. Carlo, presago che la sua vita terrena volgeva ormai al termine, accentuò ancor più il suo carattere ascetico, assorto sempre più nella penitenza e nella mortificazione. Ciò nonostante non disdegnava i piaceri della buona tavola, cui si lasciava andare, nonostante fosse afflitto da gotta e diabete, e sordo ai consigli dei medici che lo spingevano a una dieta meno ricca.

#### La morte
Nel corso dell'estate la sua salute diede segni di peggioramento, che si manifestò con febbri sempre più frequenti che lo costringevano spesso a letto, da cui poteva assistere ai riti religiosi attraverso una finestra che aveva fatto aprire in una parete della sua camera da letto e che prospettava direttamente nella chiesa. Il 19 settembre chiese l'estrema unzione, dopo di che si sentì rianimato e la sua salute manifestò qualche segno di ripresa. Il giorno successivo, stranamente, quasi avesse avuto un presentimento, chiese e ottenne l'estrema unzione per la seconda volta.
Morì il 21 settembre 1558, probabilmente di malaria, dopo tre settimane di agonia. Le cronache riferirono che, approssimandosi il momento del trapasso, Carlo, stringendo al petto un crocefisso ed esprimendosi in lingua spagnola, abbia esclamato: "Ya, voy, Señor" (Sto arrivando, Signore). Dopo una breve pausa, urlando, avrebbe esclamato ancora: "¡Ay Jesus!" e quindi avrebbe esalato l'ultimo respiro. Erano le due del mattino. Il suo corpo fu immediatamente imbalsamato e sepolto sotto l'altare della piccola Chiesa di Yuste. Sedici anni dopo la sua salma fu traslata dal figlio Filippo nel Monastero dell'Escorial intitolato a San Lorenzo, che lo stesso Filippo aveva edificato sulle colline a nord di Madrid, destinandolo a luogo di sepoltura di tutti i sovrani Asburgo di Spagna.

## Discendenza
Dal matrimonio nel 1526 con Isabella d'Aviz, Carlo ebbe sei figli:
| nome       | immagine | nascita – morte | note                                                                     |
| ---------- | -------- | --------------- | ------------------------------------------------------------------------ |
| Filippo    |          | 1527 – 1598     | Unico figlio maschio sopravvissuto, erede al trono della corona spagnola |
| Maria      |          | 1528 – 1603     | Sposa suo cugino primo, Massimiliano II                                  |
| Ferdinando |          | 1529 – 1530     | Morto in fasce                                                           |
| Giovanna   |          | 1535 – 1573     | Sposa suo cugino primo, Giovanni Manuele d'Aviz                          |
| Giovanni   |          | 1537 – 1538     | Morto in fasce                                                           |
| ?          |          | 1539            | Nato morto                                                               |

Carlo ha inoltre avuto cinque figli illegittimi:
- Isabella (1518 - 1537), come alcuni sostengono probabilmente figlia della regina vedova Germana de Foix[69]
- Margherita (1522 – 1586), figlia di Giovanna van der Gheynst, duchessa di Firenze prima, e di Parma poi
- Giovanna (1522 – 1530), figlia di una nobildonna di Nassau
- Taddea (1523 – 1562), figlia di Orsolina della Penna, si sposò con Sinibaldo di Copeschi
- Giovanni (1547 – 1578), figlio di Barbara Blomberg con la quale Carlo ebbe una relazione dopo essere rimasto vedovo[N 20]

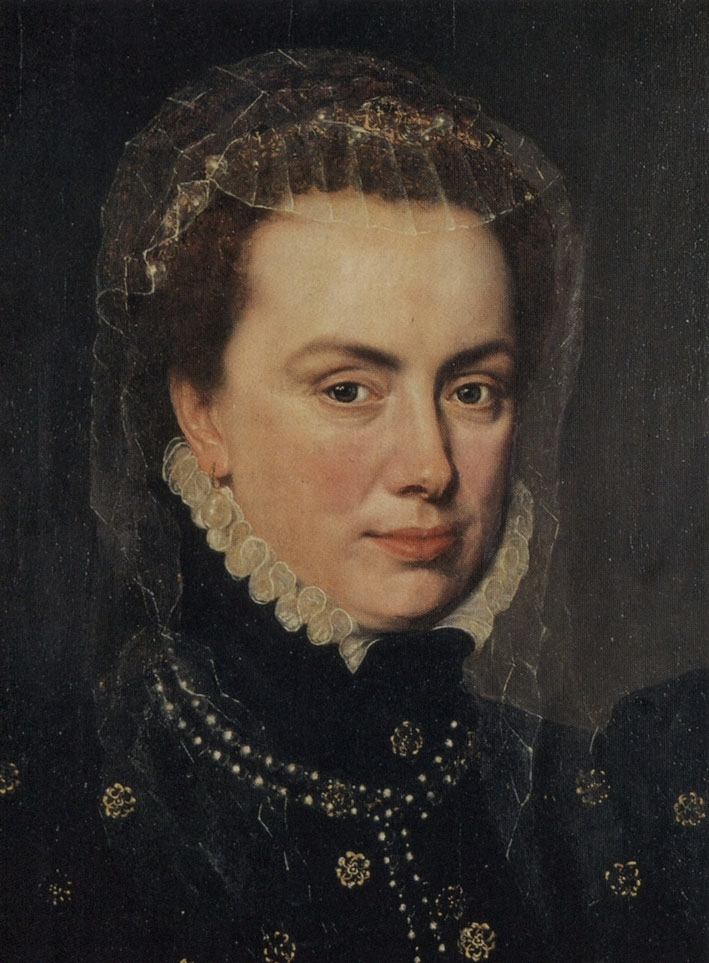
Margherita
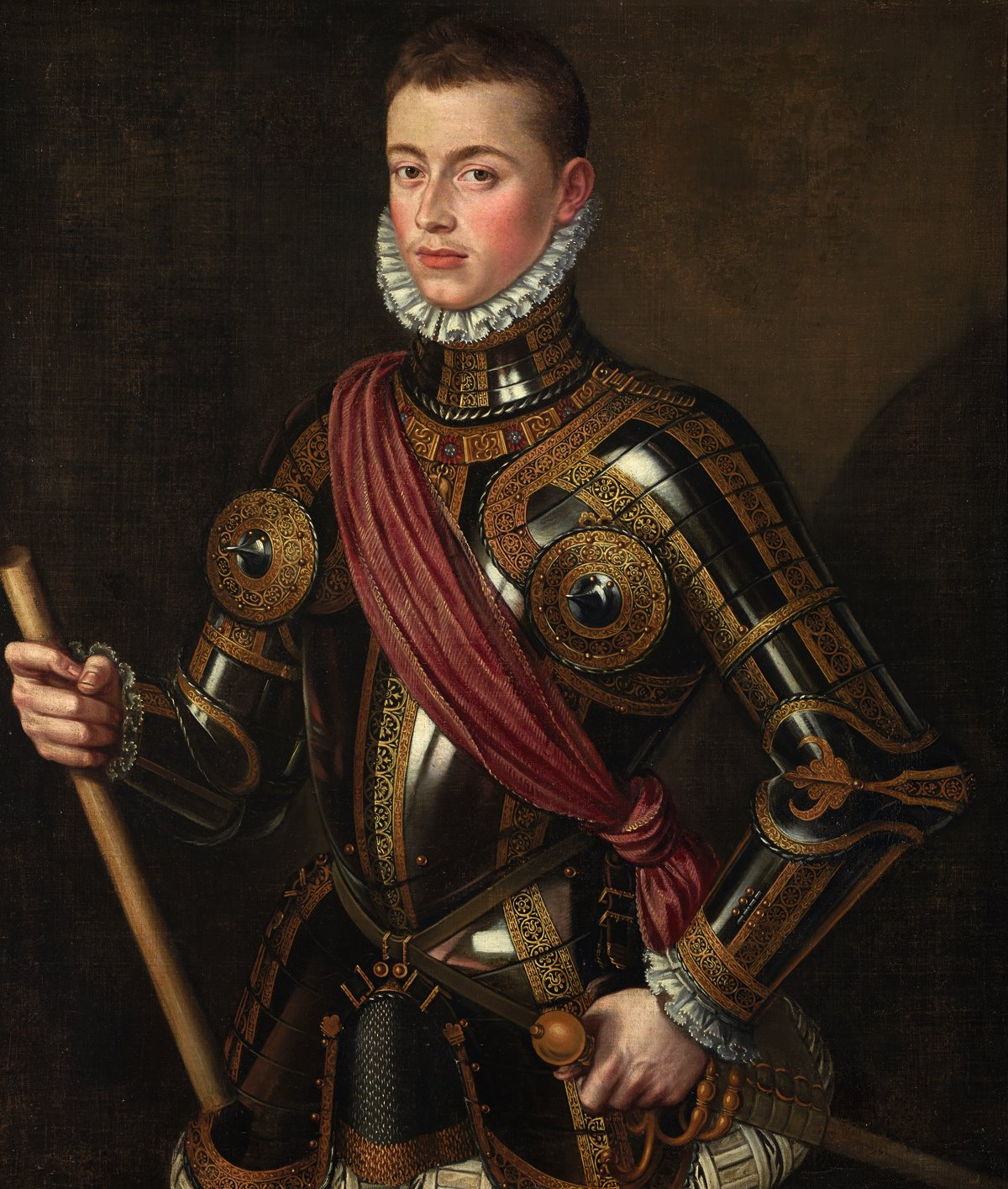
Giovanni

## Ascendenza
|                          |                       |                          | Genitori                            |  |  | Nonni |  |  | Bisnonni     |  |  | Trisnonni |  |
|                          |                       |                          |                                     |  |  |       |  |  | Federico III |  |  | Ernesto I |  |
|                          |                       |                          |                                     |  |  |       |  |  | Federico III |  |  | Ernesto I |  |
|                          |                       | Cimburga di Masovia      |                                     |  |  |       |  |  | Federico III |  |  |           |  |
| Massimiliano I d'Asburgo |                       |                          |                                     |  |  |       |  |  | Federico III |  |  |           |  |
|                          |                       | Eleonora d'Aviz          | Edoardo del Portogallo              |  |  |       |  |  |              |  |  |           |  |
|                          |                       | Eleonora d'Aviz          | Edoardo del Portogallo              |  |  |       |  |  |              |  |  |           |  |
|                          |                       | Eleonora d'Aviz          | Eleonora d'Aragona                  |  |  |       |  |  |              |  |  |           |  |
| Filippo I                |                       | Eleonora d'Aviz          |                                     |  |  |       |  |  |              |  |  |           |  |
|                          |                       | Carlo I di Borgogna      | Filippo III di Borgogna             |  |  |       |  |  |              |  |  |           |  |
|                          |                       | Carlo I di Borgogna      | Filippo III di Borgogna             |  |  |       |  |  |              |  |  |           |  |
|                          |                       | Carlo I di Borgogna      | Isabella del Portogallo             |  |  |       |  |  |              |  |  |           |  |
| Maria di Borgogna        |                       | Carlo I di Borgogna      |                                     |  |  |       |  |  |              |  |  |           |  |
|                          |                       | Isabella di Borbone      | Carlo I di Borbone                  |  |  |       |  |  |              |  |  |           |  |
|                          |                       | Isabella di Borbone      | Carlo I di Borbone                  |  |  |       |  |  |              |  |  |           |  |
|                          |                       | Isabella di Borbone      | Agnese di Borgogna (1407-1476)      |  |  |       |  |  |              |  |  |           |  |
| Carlo V                  |                       | Isabella di Borbone      |                                     |  |  |       |  |  |              |  |  |           |  |
|                          | Giovanni II d'Aragona | Ferdinando I d'Aragona   |                                     |  |  |       |  |  |              |  |  |           |  |
|                          | Giovanni II d'Aragona | Ferdinando I d'Aragona   |                                     |  |  |       |  |  |              |  |  |           |  |
|                          | Giovanni II d'Aragona | Eleonora d'Alburquerque  |                                     |  |  |       |  |  |              |  |  |           |  |
| Ferdinando II d'Aragona  | Giovanni II d'Aragona |                          |                                     |  |  |       |  |  |              |  |  |           |  |
|                          |                       | Giovanna Enríquez        | Federico Enriquez                   |  |  |       |  |  |              |  |  |           |  |
|                          |                       | Giovanna Enríquez        | Federico Enriquez                   |  |  |       |  |  |              |  |  |           |  |
|                          |                       | Giovanna Enríquez        | Marina Fernández di Cordoba e Ayala |  |  |       |  |  |              |  |  |           |  |
| Giovanna di Castiglia    |                       | Giovanna Enríquez        |                                     |  |  |       |  |  |              |  |  |           |  |
|                          |                       | Giovanni II di Castiglia | Enrico III di Castiglia             |  |  |       |  |  |              |  |  |           |  |
|                          |                       | Giovanni II di Castiglia | Enrico III di Castiglia             |  |  |       |  |  |              |  |  |           |  |
|                          |                       | Giovanni II di Castiglia | Caterina di Lancaster               |  |  |       |  |  |              |  |  |           |  |
| Isabella di Castiglia    |                       | Giovanni II di Castiglia |                                     |  |  |       |  |  |              |  |  |           |  |
|                          |                       | Isabella del Portogallo  | Giovanni d'Aviz                     |  |  |       |  |  |              |  |  |           |  |
|                          |                       | Isabella del Portogallo  | Giovanni d'Aviz                     |  |  |       |  |  |              |  |  |           |  |
|                          |                       | Isabella del Portogallo  | Isabella di Braganza                |  |  |       |  |  |              |  |  |           |  |
|                          |                       | Isabella del Portogallo  |                                     |  |  |       |  |  |              |  |  |           |  |

### Tavola genealogica d'Asburgo
|                        |                        |                        |                        |                          |                          |                         |                         |                         |                         |                         |                            |                            |                                |                        |                         |                            |                            |                     |                     |                 |                 |
|                        |                        |                        |                        |                          |                          |                         |                         |                         |                         |                         |                            |                            | Guntram il Ricco *? †950 o 973 |                        |                         |                            |                            |                     |                     |                 |                 |
|                        |                        |                        |                        |                          |                          |                         |                         |                         |                         |                         |                            |                            |                                |                        |                         |                            |                            |                     |                     |                 |                 |
|                        |                        |                        |                        |                          |                          |                         |                         |                         |                         |                         |                            |                            |                                |                        |                         |                            |                            |                     |                     |                 |                 |
|                        |                        |                        |                        |                          |                          |                         |                         |                         |                         |                         |                            |                            | Lanzelin *? †991 o 1007        |                        |                         |                            |                            |                     |                     |                 |                 |
|                        |                        |                        |                        |                          |                          |                         |                         |                         |                         |                         |                            |                            |                                |                        |                         |                            |                            |                     |                     |                 |                 |
|                        |                        |                        |                        |                          |                          |                         |                         |                         |                         |                         |                            |                            |                                |                        |                         |                            |                            |                     |                     |                 |                 |
|                        |                        |                        |                        |                          |                          |                         |                         |                         |                         | Radbot *985 †1045       | Radbot *985 †1045          | Rodolfo *978~980 †1028     | Rodolfo *978~980 †1028         | Werner I *? †          | Werner I *? †           | Lanzellino o Lantolt *? †? | Lanzellino o Lantolt *? †? |                     |                     |                 |                 |
|                        |                        |                        |                        |                          |                          |                         |                         |                         |                         |                         |                            |                            |                                |                        |                         |                            |                            |                     |                     |                 |                 |
|                        |                        |                        |                        |                          |                          |                         |                         |                         |                         |                         |                            |                            |                                |                        |                         |                            |                            |                     |                     |                 |                 |
|                        |                        |                        |                        |                          |                          |                         |                         |                         |                         | Werner II *1025 †1096   |                            |                            |                                |                        |                         |                            |                            |                     |                     |                 |                 |
|                        |                        |                        |                        |                          |                          |                         |                         |                         |                         |                         |                            |                            |                                |                        |                         |                            |                            |                     |                     |                 |                 |
|                        |                        |                        |                        |                          |                          |                         |                         |                         |                         |                         |                            |                            |                                |                        |                         |                            |                            |                     |                     |                 |                 |
|                        |                        |                        |                        |                          |                          |                         |                         |                         | Otto II *? †1111        | Otto II *? †1111        | Alberto II *~1080 †1140    | Alberto II *~1080 †1140    |                                |                        |                         |                            |                            |                     |                     |                 |                 |
|                        |                        |                        |                        |                          |                          |                         |                         |                         |                         |                         |                            |                            |                                |                        |                         |                            |                            |                     |                     |                 |                 |
|                        |                        |                        |                        |                          |                          |                         |                         |                         |                         |                         |                            |                            |                                |                        |                         |                            |                            |                     |                     |                 |                 |
|                        |                        |                        |                        |                          |                          |                         |                         | Rodolfo *? †?           | Rodolfo *? †?           | Werner III *~1104 †1167 | Werner III *~1104 †1167    |                            |                                |                        |                         |                            |                            |                     |                     |                 |                 |
|                        |                        |                        |                        |                          |                          |                         |                         |                         |                         |                         |                            |                            |                                |                        |                         |                            |                            |                     |                     |                 |                 |
|                        |                        |                        |                        |                          |                          |                         |                         |                         |                         |                         |                            |                            |                                |                        |                         |                            |                            |                     |                     |                 |                 |
|                        |                        |                        |                        |                          |                          |                         |                         |                         | Otto III *? †1174       | Otto III *? †1174       | Alberto III *? †1199       | Alberto III *? †1199       |                                |                        |                         |                            |                            |                     |                     |                 |                 |
|                        |                        |                        |                        |                          |                          |                         |                         |                         |                         |                         |                            |                            |                                |                        |                         |                            |                            |                     |                     |                 |                 |
|                        |                        |                        |                        |                          |                          |                         |                         |                         |                         |                         |                            |                            |                                |                        |                         |                            |                            |                     |                     |                 |                 |
|                        |                        |                        |                        |                          |                          |                         |                         |                         |                         |                         | Rodolfo II *? †1232        |                            |                                |                        |                         |                            |                            |                     |                     |                 |                 |
|                        |                        |                        |                        |                          |                          |                         |                         |                         |                         |                         |                            |                            |                                |                        |                         |                            |                            |                     |                     |                 |                 |
|                        |                        |                        |                        |                          |                          |                         |                         |                         |                         |                         |                            |                            |                                |                        |                         |                            |                            |                     |                     |                 |                 |
|                        |                        |                        |                        |                          |                          |                         | Alberto IV *~1188 †1239 | Alberto IV *~1188 †1239 |                         |                         |                            |                            |                                |                        |                         | Rodolfo III *? †1249       | Rodolfo III *? †1249       |                     |                     |                 |                 |
|                        |                        |                        |                        |                          |                          |                         |                         |                         |                         |                         |                            |                            |                                |                        |                         |                            |                            |                     |                     |                 |                 |
|                        |                        |                        |                        |                          |                          |                         |                         |                         |                         |                         |                            |                            |                                |                        |                         |                            |                            |                     |                     |                 |                 |
|                        |                        |                        |                        |                          |                          |                         | Rodolfo I *1218 †1291   | Rodolfo I *1218 †1291   |                         |                         |                            | Goffredo I *1239 †1271     | Goffredo I *1239 †1271         | Eberardo I *? †1284    | Eberardo I *? †1284     | Werner I *? †1253          | Werner I *? †1253          | Rodolfo II *? †1293 | Rodolfo II *? †1293 | Ottone *? †1253 | Ottone *? †1253 |
|                        |                        |                        |                        |                          |                          |                         |                         |                         |                         |                         |                            |                            |                                |                        |                         |                            |                            |                     |                     |                 |                 |
|                        |                        |                        |                        |                          |                          |                         |                         |                         |                         |                         |                            |                            |                                |                        |                         |                            |                            |                     |                     |                 |                 |
|                        |                        |                        |                        | Alberto I *1255 †1308    | Alberto I *1255 †1308    |                         |                         |                         |                         | Rodolfo II *1270 †1290  | Rodolfo II *1270 †1290     | Asburgo-Laufenburg ·       | Asburgo-Laufenburg ·           | Asburgo-Kyburg ·       | Asburgo-Kyburg ·        |                            |                            |                     |                     |                 |                 |
|                        |                        |                        |                        |                          |                          |                         |                         |                         |                         |                         |                            |                            |                                |                        |                         |                            |                            |                     |                     |                 |                 |
|                        |                        |                        |                        |                          |                          |                         |                         |                         |                         |                         |                            |                            |                                |                        |                         |                            |                            |                     |                     |                 |                 |
| Rodolfo I *~1282 †1307 | Rodolfo I *~1282 †1307 | Federico I *1289 †1330 | Federico I *1289 †1330 | Leopoldo I *1290 †1326   | Leopoldo I *1290 †1326   | Alberto II *1298 †1358  | Alberto II *1298 †1358  | Ottone IV *1301 †1339   | Ottone IV *1301 †1339   | Giovanni *~1290 †1313?  | Giovanni *~1290 †1313?     |                            |                                |                        |                         |                            |                            |                     |                     |                 |                 |
|                        |                        |                        |                        |                          |                          |                         |                         |                         |                         |                         |                            |                            |                                |                        |                         |                            |                            |                     |                     |                 |                 |
|                        |                        |                        |                        |                          |                          |                         |                         |                         |                         |                         |                            |                            |                                |                        |                         |                            |                            |                     |                     |                 |                 |
|                        |                        | Rodolfo IV *1339 †1365 | Rodolfo IV *1339 †1365 | Federico III *1347 †1362 | Federico III *1347 †1362 | Alberto III *1348 †1395 | Alberto III *1348 †1395 |                         |                         |                         | Leopoldo III *1351 †1386   | Leopoldo III *1351 †1386   |                                |                        |                         |                            |                            |                     |                     |                 |                 |
|                        |                        |                        |                        |                          |                          |                         |                         |                         |                         |                         |                            |                            |                                |                        |                         |                            |                            |                     |                     |                 |                 |
|                        |                        |                        |                        |                          |                          |                         |                         |                         |                         |                         |                            |                            |                                |                        |                         |                            |                            |                     |                     |                 |                 |
|                        |                        |                        |                        |                          |                          | Alberto IV *1377 †1404  | Alberto IV *1377 †1404  | Guglielmo I *1370 †1406 | Guglielmo I *1370 †1406 | Leopoldo IV *1371 †1411 | Leopoldo IV *1371 †1411    | Ernesto I *1377 †1424      | Ernesto I *1377 †1424          |                        | Federico IV *1382 †1439 | Federico IV *1382 †1439    |                            |                     |                     |                 |                 |
|                        |                        |                        |                        |                          |                          |                         |                         |                         |                         |                         |                            |                            |                                |                        |                         |                            |                            |                     |                     |                 |                 |
|                        |                        |                        |                        |                          |                          |                         |                         |                         |                         |                         |                            |                            |                                |                        |                         |                            |                            |                     |                     |                 |                 |
|                        |                        |                        |                        |                          |                          | Alberto II *1397 †1439  | Alberto II *1397 †1439  |                         |                         |                         | Federico III *1415 †1493   | Federico III *1415 †1493   | Alberto VI *1418 †1463         | Alberto VI *1418 †1463 | Sigismondo *1427 †1496  | Sigismondo *1427 †1496     |                            |                     |                     |                 |                 |
|                        |                        |                        |                        |                          |                          |                         |                         |                         |                         |                         |                            |                            |                                |                        |                         |                            |                            |                     |                     |                 |                 |
|                        |                        |                        |                        |                          |                          |                         |                         |                         |                         |                         |                            |                            |                                |                        |                         |                            |                            |                     |                     |                 |                 |
|                        |                        |                        |                        |                          |                          | Ladislao *1440 †1457    | Ladislao *1440 †1457    |                         |                         |                         | Massimiliano I *1459 †1519 | Massimiliano I *1459 †1519 |                                |                        |                         |                            |                            |                     |                     |                 |                 |
|                        |                        |                        |                        |                          |                          |                         |                         |                         |                         |                         |                            |                            |                                |                        |                         |                            |                            |                     |                     |                 |                 |
|                        |                        |                        |                        |                          |                          |                         |                         |                         |                         |                         |                            |                            |                                |                        |                         |                            |                            |                     |                     |                 |                 |
|                        |                        |                        |                        |                          |                          |                         |                         |                         |                         |                         | Filippo I *1478 †1506      |                            |                                |                        |                         |                            |                            |                     |                     |                 |                 |
|                        |                        |                        |                        |                          |                          |                         |                         |                         |                         |                         |                            |                            |                                |                        |                         |                            |                            |                     |                     |                 |                 |
|                        |                        |                        |                        |                          |                          |                         |                         |                         |                         |                         |                            |                            |                                |                        |                         |                            |                            |                     |                     |                 |                 |
|                        |                        |                        |                        |                          |                          |                         |                         |                         |                         | Carlo V *1500 †1558     | Carlo V *1500 †1558        | Ferdinando I *1503 †1564   | Ferdinando I *1503 †1564       |                        |                         |                            |                            |                     |                     |                 |                 |
|                        |                        |                        |                        |                          |                          |                         |                         |                         |                         |                         |                            |                            |                                |                        |                         |                            |                            |                     |                     |                 |                 |
|                        |                        |                        |                        |                          |                          |                         |                         |                         |                         |                         |                            |                            |                                |                        |                         |                            |                            |                     |                     |                 |                 |
|                        |                        |                        |                        |                          |                          |                         |                         |                         |                         | Asburgo-Spagna ·        | Asburgo-Spagna ·           | Asburgo-Austria ·          | Asburgo-Austria ·              |                        |                         |                            |                            |                     |                     |                 |                 |

## Titoli
Carlo, per grazia di Dio eletto Sacro Romano Imperatore, per sempre Augusto, re di Germania, re d'Italia, re di tutte le Spagne, di Castiglia, Aragona, León, di Ungheria, di Dalmazia, di Croazia, Navarra, Grenada, Toledo, Valencia, Galizia, Maiorca, Siviglia, Cordova, Murcia, Jaen, Algarves, Algeciras, Gibilterra, Isole Canarie, re di Sicilia Citeriore e Ulteriore, di Sardegna e Corsica, re di Gerusalemme, re delle Indie occidentali e orientali, delle isole e della terraferma del Mare Oceano, arciduca d'Austria, Duca di Borgogna, Brabante, Lorena, Stiria, Carinzia, Carniola, Limburgo, Lussemburgo, Gelderland, Neopatria, Württemberg, langravio di Alsazia, principe di Svevia, Asturia e Catalogna, conte di Fiandra, Asburgo, Tirolo, Gorizia, Barcellona, Artois, Palatino di Borgogna, Hainaut, Olanda, Seeland, Ferrette, Kyburg, Namur, Rossiglione, Cerdagne, Drenthe, Zutphen, margravio del Sacro Romano Impero, Burgau, Oristano e Gociano, Signore di Frisia, Marca vindica, Pordenone, Biscaglia, Molin, Salins, Tripoli e Machelen.
| Titolo | Titolo                             | Dal               | Al                | Nome         |
| ------ | ---------------------------------- | ----------------- | ----------------- | ------------ |
|        | Duca titolare di Borgogna          | 25 settembre 1506 | 16 gennaio 1556   | Carlo II     |
|        | Duca di Brabante                   | 25 settembre 1506 | 25 ottobre 1555   | Carlo II     |
|        | Duca di Limburgo                   | 25 settembre 1506 | 25 ottobre 1555   | Carlo II     |
|        | Duca di Lothier                    | 25 settembre 1506 | 25 ottobre 1555   | Carlo II     |
|        | Duca del Lussemburgo               | 25 settembre 1506 | 25 ottobre 1555   | Carlo III    |
|        | Margravio di Namur                 | 25 settembre 1506 | 25 ottobre 1555   | Carlo II     |
|        | Conte di Borgogna                  | 25 settembre 1506 | 5 febbraio 1556   | Carlo II     |
|        | Conte d'Artois                     | 25 settembre 1506 | 25 ottobre 1555   | Carlo II     |
|        | Conte di Charolais                 | 25 settembre 1506 | 21 September 1558 | Carlo II     |
|        | Conte di Fiandra                   | 25 settembre 1506 | 25 ottobre 1555   | Carlo III    |
|        | Conte di Hainault                  | 25 settembre 1506 | 25 ottobre 1555   | Carlo II     |
|        | Conte d'Olanda                     | 25 settembre 1506 | 25 ottobre 1555   | Carlo II     |
|        | Conte di Zelanda                   | 25 settembre 1506 | 25 ottobre 1555   | Carlo II     |
|        | Duca di Gheldria                   | 12 settembre 1543 | 25 ottobre 1555   | Carlo III    |
|        | Conte di Zutphen                   | 12 settembre 1543 | 25 ottobre 1555   | Carlo II     |
|        | Re di Castiglia e León             | 14 marzo 1516     | 16 gennaio 1556   | Carlo I      |
|        | Re d'Aragona                       | 14 marzo 1516     | 16 gennaio 1556   | Carlo I      |
|        | Re di Sicilia                      | 14 marzo 1516     | 16 gennaio 1556   | Carlo I (II) |
|        | Re di Sardegna                     | 14 Marzo 1516     | 16 gennaio 1556   | Carlo I      |
|        | Conte di Barcellona                | 14 marzo 1516     | 16 gennaio 1556   | Carlo I      |
|        | Re di Napoli                       | 14 marzo 1516     | 25 luglio 1554    | Carlo IV     |
|        | Re dei Romani                      | 28 giugno 1519    | 24 febbraio 1530  | Carlo V      |
|        | Imperatore del Sacro Romano Impero | 24 febbraio 1530  | 24 febbraio 1558  | Carlo V      |
|        | Arciduca d'Austria                 | 12 gennaio 1519   | 12 gennaio 1521   | Carlo I      |

## Armoriale
- Blasonatura - Inquartato: I e IV gran quartato 1° e 4° gran quartato 1 e 4 d'oro a tre castelli turriti d'oro murati di nero e portati d'azzurro (per la Castiglia), 2 e 3 d'argento al leone rampante porpora coronato d'oro linguato e armato di rosso (per il Leon), 2° in palo, destro troncato, in capo d'oro ai quattro pali rossi (per l'Aragona), alla base rosso alla croce in salterio, e orlo di catede unite assieme d'oro e al centro un punto verde (per la Navarra), sinistro d'argento alla croce patente e quattro crocette d'oro (per Gerusalemme) impalante un barrato di otto di rosso e d'argento(per l'Ungheria), 3° in palo, destro troncato, in capo d'oro quattro paletti rossi (per l'Aragona), a base rossa alla croce, in salterio, e orlo di catene unite assieme d'oro e con in centro un punto verde (per il Navarra), sinistra in alterio, 1 e 4 d'oro a quattro paletti rossi, 2 e 3 d'argento all'aquila spiegata di nero (per la Sicilia); II e III gran quartato, di rosso troncato d'argento (per l'Austria), 2° d'azzurro seminato di gigli d'oro a bordura composta d'argento e d'oro (nuovo Ducato di Borgogna), 3° bandato di sei d'oro e d'azzurro a bordature rosse (vecchio Ducato di Borgogna), 4° nero al leone rampante d'oro linguato e armato di rosso (per il Brabante), sopra tutto al punto di troncatura dei quarti uno scudo patente d'oro al leone rampante nero armato e linguato di rosso (per le Fiandre) impalante d'argento all'aquila spiegata di rosso, armate, beccata e linguata d'oro (per il Tirolo); su tutto nel punto alla base d'argento un melograno porpora seminato di rosso, supportato, fogliato e aperto (per Granada).
- Motto - Plus Ultra

Arme di Carlo I di Spagna e Carlo V imperatore del S.R.I.
Arme di Carlo V Imperatore del Sacro Romano Impero
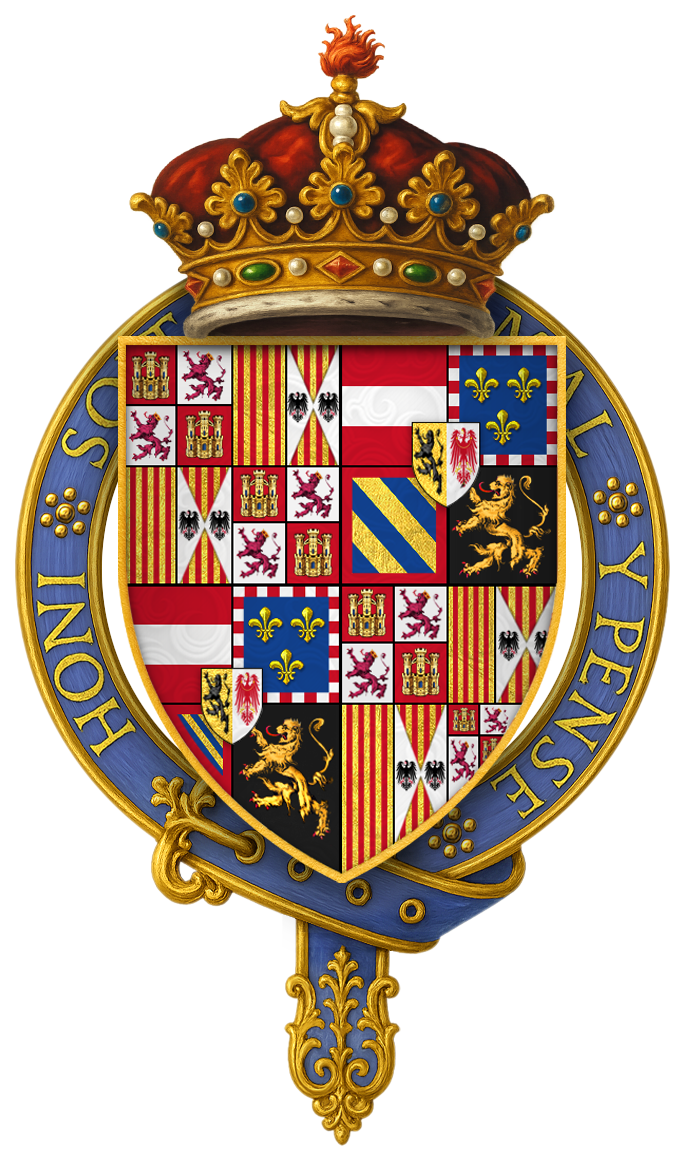
Arme di Carlo, Infante di Spagna, Arciduca d'Austria, Duca di Borgogna, ornato dalle insegne dell'Ordine della Giarrettiera
Variante della bandiera reale di Castiglia utilizzato da Carlo V come imperatore del S.R.I.

## Carlo V nell'arte
Il ritrattista ufficiale di Carlo V fu Tiziano. Il maestro cadorino lo ritrasse più volte: nel 1533 (Ritratto di Carlo V con il cane) e nel 1548 (Ritratto di Carlo V a cavallo, Ritratto di Carlo V seduto), ma altre opere simili sono perdute.
Tra i due si instaurò un legame intellettuale forte, tale da giustificare anche leggende secondo cui l'imperatore si chinò a raccogliere il pennello sfuggito di mano all'artista. L'artista descrisse tutta la parabola fisica e umana del sovrano, che amava farsi ritrarre poiché, a suo dire, il suo aspetto brutto, piccolo e malaticcio, sarebbe apparso meno sgradevole se il popolo fosse già abituato a vederlo dipinto. Di volta in volta i ritratti di Tiziano catturano "il riflesso delle aspirazioni, delle tensioni, delle fatiche, del fasto, della fede, del rimpianto, della solitudine, degli ardori".
Federico Zuccari riportò un aneddoto per cui Filippo II di Spagna, figlio di Carlo, una volta si confuse per aver scorto un ritratto del padre scambiandolo per la sua figura viva.
Il personaggio di Carlo V è inoltre presente in due opere di Giuseppe Verdi: nell'Ernani e, come fantasma, nel Don Carlo, sotto il personaggio "Un Frate".

## Giudizi
(Karl Brandi)
(Salvador de Madariaga)
(Giorgio Spini)
(Andrew Wheatcroft)

### Esplicative
1. ↑  La madre di Carlo, Giovanna, continuò a regnare nominalmente fino al 12 aprile 1555, anche se il potere era di fatto nelle mani del figlio.
2. ↑  Fra gli altri matrimoni combinati quello fra la sorella di Filippo, Margherita d'Asburgo con Giovanni di Trastámara, aveva anche progettato il matrimonio fra il nipote Carlo con la figlia di Luigi XII di Francia, Claudia di Francia portando, nel caso di successo, avrebbe dato un territorio maggiore al futuro Carlo V. Si veda Gerosa, 2009, pp. 32-33. Per dettagli sul rapporto con Claudia si veda Baumgartner, 1994, pp. 141 ss.
3. ↑  Nato il giorno di San Matteo, il suo nome lo si deve all'ultimo duca di Borgogna (Carlo il Temerario, padre di Maria di Borgogna), si veda Gerosa, 2009, p. 5.
4. ↑  Come si leggeva in alcuni foglietti riguradanti le spese per l'andamentio della casa, datato il 27 gennaio 1503, il primo titolo di Carlo fu quello di duca di Lussemburgo in K. Brandi, Carlo V, Einaudi, 1961.
5. ↑  Gli storici non concordano sulla sua reale pazzia; come sottolinea Karl Hillebrand, essa rimane un enigma della storia. Si veda fra gli altri: Hillebrand, 1986, p. 34.
6. ↑  Dei tanti figli solo Ferdinando e Caterina furono allevati nella Spagna. Si veda Gerosa, 2009, p. 50.
7. ↑  Furono rinnovate la varie cariche di corte: si contavano elemosinieri, cappellani, musicisti, coristi, i gran ciambellani (Antoine Lalaing e Guillaume de Croy), ciambellani, consiglieri (Jean de Sauvage, Adriano di Utrecht, Philippe Naturel e Gérard de Pleine), intendenti, maggiordomi di corte, scudieri, coppieri, medici e altro, lista completa e particolari in Brandi, 2008, pp. 45-46.
8. ↑  Durante il funerale, con orazione funebre di Michel Payne, Carlo dopo essersi tolto il vestito di lutto prese la spada sacra dalle mani del vescovo e alzò al cielo alle gride di viva il re. Descrizione accurata dell'accaduto in Brandi, 2008, pp. 49-50.
9. ↑  Con Carlo I ebbe inizio la dinastia asburgica di Spagna,  John Powell, Frank Northen Magill, Wendy Sacket, Chronology of European History, 15,000 B.C. to 1997: 1478 to 1898, Pasadena, Salem Press, 1997,  p. 496, ISBN 978-0-89356-420-9. che si concluse nell'anno 1700 quando, con la morte senza eredi di Carlo II, il trono passò nelle mani dei Borbone di Francia, da cui attraverso il ramo degli Angiò discenderanno i Borbone di Spagna.
10. ↑  Dopo l'incoronazione incontrò la madre il 15 marzo 1518, Giovanna fu prima sotto la custodia di Mosen Luis Ferrer che la torturava per ordine del re, destituito dal viceré di Spagna Ximenes, (Karl Hillebrand, An Enigma of History, "The Living Age...", 103, 1330 [1869], p. 521) fu poi affidata dallo stesso Carlo a don Bernardino de Sandoval y Rojas marchese di Denia ( María Asunción Gómez, Santiago Juan-Navarro, Phyllis Zatlin, Juana of Castile: History and Myth of the Mad Queen, Lewisburg, Bucknell University Press, 2008,  p. 36, ISBN 978-0-8387-5704-8.). Si veda fra gli altri Gerosa, 2009, p. 51.
11. ↑  Armstrong, 2003, p. 14. Luisa all'epoca era infante, ci si accordò che in caso di suo decesso prematuro sarebbe stata sostituita dalla sorella non ancora nata. Dettagli in Brandi, 2008, pp. 64-65.
12. ↑   Edward Armstrong, The Emperor Charles V. Volume 1 pag 14, Elibron.com, 2009, ISBN 978-1-4212-2727-6., Eleonora cercò di nascondere la lettera ma Carlo le intimò la consegna, fu una lettera d'amore mai letta dalla destinataria, in Gerosa, 2009, p. 92.
13. ↑  Malato era costretto a Roa negli ultimi giorni di vita, in Gerosa, 2009, pp. 93-94.
14. ↑  Si contarono 10 cavalli morti e numerosi cavalieri feriti, in Brandi, 2008, pp. 70-71.
15. ↑  Il governo rispose come poteva alle richieste. Brandi, 2008, p. 76.
16. ↑  Rafforzato dal decreto di Fraga, 31 gennaio 1520; in Brandi, 2008, p. 81.
17. ↑  L'elettore di Brandeburgo, l'unico a non ricevere somme da Carlo, rese noto tramite atto notarile che il suo consenso era dettato soltanto «dalla paura». Per dettagli sulla successione si veda anche Brandi, 2008, pp. 88-89. Il costo fu di 852.000 fiorini, secondo Gerosa, 2009, p. 103.
18. ↑  A quel tempo gli Stati che componevano il S.R.I. erano vassalli dell'Imperatore anche se, soprattutto i più vasti e potenti, godevano di ampie autonomie
19. ↑  Carlo fece una sola domanda al monaco. Si veda per dettagli Gerosa, 2009, pp. 124-125 Il testo tradotto della dichiarazione di Carlo V si può leggere in Brandi, 2008, p. 119. Prima di giungere nella città destinata rimase quasi un anno a Wartburg. Hurlbut.
20. ↑  Riconosciuto soltanto alla morte di Carlo, sarà il comandante in capo della flotta che sconfisse i Turchi nella battaglia di Lepanto del 1571

### Bibliografiche
1. ↑  La cronologia dell'abdicazione di Carlo è confusa. Egli comunicò la sua abdicazione in carte riservate datate 8 agosto e 12 settembre 1556. La sua abdicazione ufficiale avvenne il 27 agosto o il 7 settembre dello stesso anno. L'abdicazione venne apparentemente riconosciuta o confermata due anni dopo, il 24 o il 28 di febbraio.
2. 1 2 3   Antonio Brancati, Trebi Pagliarani, 20. L'Impero di Carlo V, una formazione anacronistica, in Dialogo con la storia 1, Firenze, La Nuova Italia,  p. 263.
3. ↑  Formalmente, continuò a fregiarsi del titolo fino al 1556.
4. ↑  Formalmente Re di Castiglia e León e Re d'Aragona.
5. ↑  Solo nominalmente, dal momento che il Ducato di Borgogna fu annesso al Regno di Francia nel 1482, e quindi sovrano dei Paesi Bassi asburgici
6. ↑   Copia archiviata, su dizionaripiu.zanichelli.it. URL consultato il 12 maggio 2019 (archiviato dall'url originale il 22 gennaio 2021).
7. ↑   Hermann Wiesflecker, Maximilian I, in Encyclopædia Britannica.
8. ↑  Thomas, 2015, p. 901.
9. ↑  Acemoglu, Daron, Simon Johnson, and James Robinson, The Rise Of Europe: Atlantic Trade, Institutional Change, And Economic Growth., American Economic Review, 2005
10. ↑  Berenger, 2014, p. 139.
11. ↑  Maltby, 2002, p. 32.
12. ↑  questa discendenza gli lascerà anche un evidente difetto fisico: il noto "mento asburgico"
13. ↑   AA.VV., I grandi di tutti i tempi: Carlo Quinto, Verona, Periodici Mondadori, 1965,  p. 75.
14. ↑  Bunson, 1995, p. 6.
15. ↑  Kamen, 2005, p. 65.
16. ↑  Nisbet, 1976, p. 205.
17. ↑  Brandi, 2008, p. 44.
18. ↑  Wheatcroft, 2002, p. 100.
19. ↑  Gerosa, 2009, p. 77.
20. ↑  Brandi, 2008, p. 49.
21. ↑  Wheatcroft, 2002, p. 103.
22. ↑   William Harrison Woordward, Desiderius Erasmus Concerning the Aim and Method of Education, Londra, Cambridge University Press, 1904,  p. 23, ISBN 978-1-00-136955-6.
23. ↑  Brandi, 2008, p. 61.
24. ↑  Commire, 2000, p. 14.
25. ↑  Brandi, 2008, p. 68.
26. ↑  Palliser, 1870, p. 7.
27. ↑  Keniston, 1960, p. 49.
28. ↑  Gerosa, 2009, pp. 99-102.
29. ↑  Wheatcroft, 2002, pp. 106-107.
30. ↑  Wheatcroft, 2002, p. 106.
31. ↑  Gerosa, 2009, pp. 129-130.
32. ↑  Brandi, 2008, p. 157.
33. ↑  Gerosa, 2009, p. 127.
34. ↑  Lasciò Canterbury il 30 maggio, in  Thomas Francis Sheppard, Historical notes. 1509-1714, Volume 1 pag 83, .E. Eyre and W. Spottiswoode, for H.M. Stationery Off, 1856.
35. ↑  Brandi, 2008, p. 105.
36. ↑  Brandi, 2008, p. 106.
37. ↑   G. W. Prothero, Stanley Leathes, Sir Adolphus William Ward, John Emerich Edward Dalberg-Acton Acton, Cambridge University, 1902-1924, The cambridge modern history pag 146.
38. ↑  Gerosa, 2009, p. 123.
39. ↑  Wheatcroft, 2002, pp. 105-106.
40. ↑  Gerosa, 2009, p. 141.
41. ↑   David W.. Del Testa, Florence Lemoine, John Strickland, Greenwood Publishing Group, 2001, Government leaders, military rulers, and political activists pag 44, ISBN 978-1-57356-153-2.
42. 1 2 3  Brancati, Pagliarani, p. 266.
43. ↑  Wheatcroft, 2002, p. 113.
44. 1 2 3  Brancati, Pagliarani, Capitolo 21 La riforma si diffonde nell'Impero, p. 282.
45. ↑  Braglia, 2002.
46. ↑  Wheatcroft, 2002, pp. 114-116.
47. ↑   Vito Amico, Dizionario topografico della Sicilia di Vito Amico, tradotto dal latino ed continuato sino ai giorni nostri per Gioacchino Di Marzo, traduzione di Gioacchino Di Marzo, volume secondo, Palermo, Salvatore di Marzo, 1859,  p. 603.
48. ↑   Jean Lévesque de Burigny, Storia generale di Sicilia del signor de Burigny tradotta dal francese, illustrata con note, addizioni, tavole cronologiche, e continuata fino ai giorni nostri dal signor Mariano Scasso e Borrello, traduzione di Mariano Scasso e Borrello, volume secondo, Palermo, 1788,  p. 152.
49. ↑   La Sicilia in prospettiva. Parte seconda, cioè le città, castella, terre, e luoghi esistenti, e non esistenti in Sicilia, la topografia littorale, gli scogli, isole e penisole intorno ad essa, esposti in veduta da un religioso della Compagnia di Gesù, dedicata all'Illustrissimo Senato palermitano, volume secondo, Palermo, 1708,  p. 318.
50. ↑   Salvatore Dalia, Il viaggio e i luoghi di Carlo V in Sicilia, su iluoghidellasorgente.wordpress.com.
51. ↑   La frittata dalle mille uova, su guide.supereva.it. URL consultato il 19 aprile 2014.
52. ↑  C. Gatta, Memorie topografico-storiche della provincia di Lucania, pag. 93
53. ↑   Villa Pallavicino, su museogiuseppeverdi.it. URL consultato il 19 aprile 2014 (archiviato dall'url originale il 28 febbraio 2014).
54. ↑   Leopoldo Pinelli, Istoria di Canneto, Canneto sull'Oglio, 2007.
55. ↑   Bartolomeo Arrighi, Storia di Castiglione delle Stiviere sotto il dominio dei Gonzaga, Volume 1, Mantova, 1853.
56. ↑   Massimo Telò (a cura di), Aloisio Gonzaga. Un principe nella Castel Goffredo del '500, Roma, PressUp, ottobre 2021.
57. ↑  Gozzi, 2000.
58. ↑  Bonfiglio, 1922.
59. ↑  Marocchi, 1990.
60. ↑  Ferro, 2004.
61. ↑   Giovanni Battista Casnighi, Memorie e documenti risguardanti i tre paesi di Acquanegra, Barbasso e Medole nel Mantovano, Brescia, 1860.
62. ↑  Francesco Brigoni, Medole attraverso i tempi, Medole, 1978.
63. ↑   Convento dell'Annunciata, su conventodellannunciata.it. URL consultato il 19 aprile 2014 (archiviato dall'url originale il 6 giugno 2014).
64. ↑  Treccani.it. Gonzaga Ferrante.
65. ↑  Wheatcroft, 2002, p. 119.
66. ↑  Wheatcroft, 2002, pp. 121-122.
67. ↑  Wheatcroft, 2002, p. 124.
68. ↑  Wheatcroft, 2002, pp. 124-125.
69. ↑  (ES)  La Universidad de Alicante/Germana de Foix.
70. ↑  Le Journal des Sçavans, pag. 335.
71. ↑  Augustin Calmet, pag. 940.
72. ↑  Nicolas Viton de Saint-Allais, pag. 20.
73. ↑  Josef Anton Henne, pag. 165.
74. ↑  Encyclopedia Americana, pag. 665.
75. ↑  Jean Bérenger, pag. 11.
76. ↑  James Patrick, pag. 507.
77. ↑  Primo Conte d'Asburgo.
78. ↑  Vescovo di Costanza.
79. ↑  (EN) Juan E. Tazón, The Life and Times of Thomas Stukeley, 1525–1578, Burlington, VT (USA), Ashgate Publishing Company, 2003. URL consultato il 6 settembre 2016.
80. ↑  (ES) Vicente De Cadenas Y Vicent, Miscelánea de artículos publicados en la revista "Hidalguía", Madrid (ES), Ediciones de la rivista Hidalguía, 2001,  p. 333. URL consultato il 6 settembre 2016.
81. 1 2 3  Con Giovanna I, 14 marzo 1516 – 25 luglio 1554
82. ↑  Con Giovanna III, 14 marzo 1516 – 25 luglio 1554
83. 1 2 3  Stefano Zuffi, Tiziano, Mondadori Arte, Milano 2008, p. 84. ISBN 978-88-370-6436-5
84. ↑  Wheatcroft, 2002, p. 101.